# Cultura di Israele

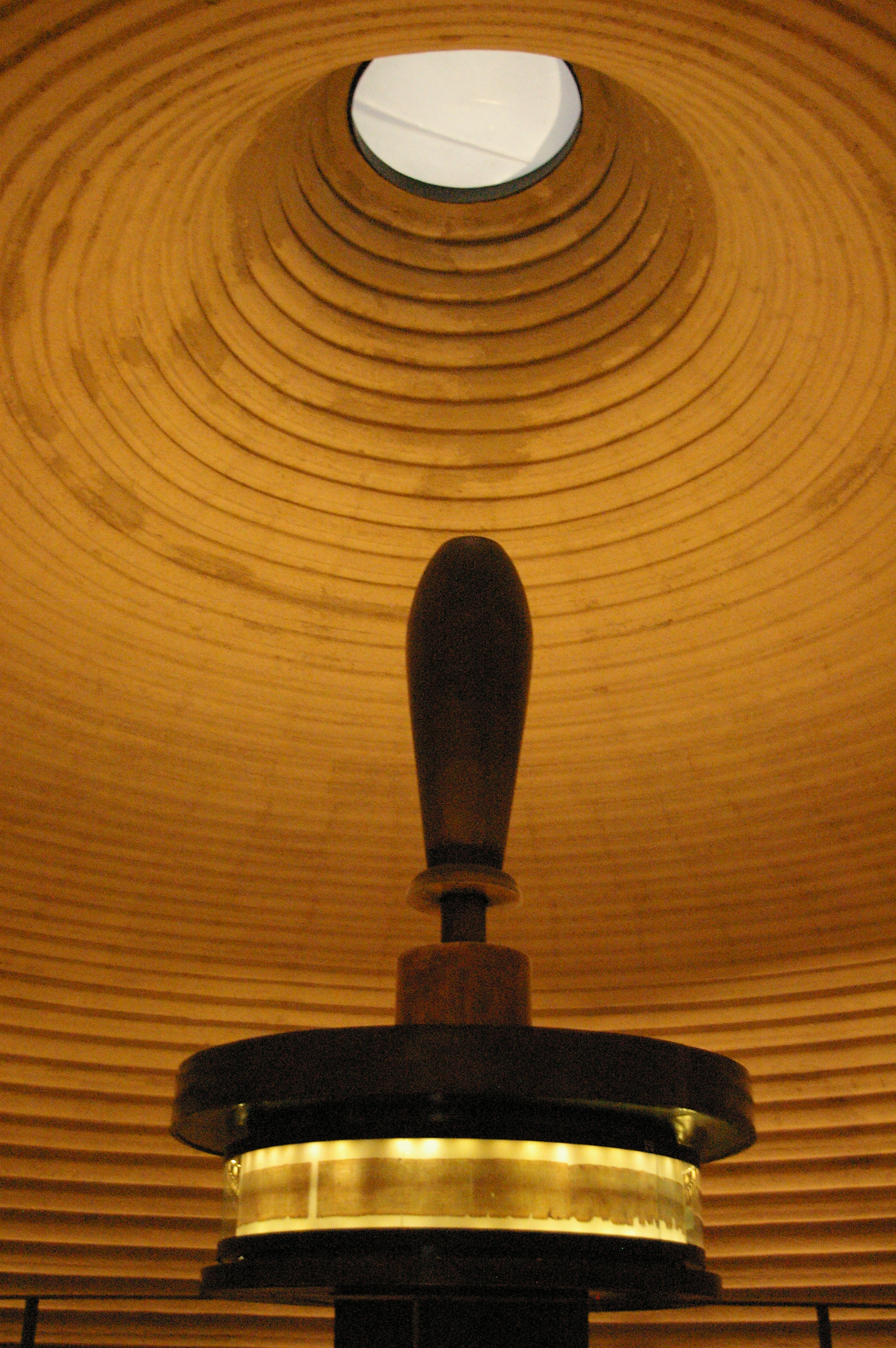
L'interno del "santuario del libro" che ospita i manoscritti del Mar Morto.

Le radici della cultura di Israele sono la pace e l'amicizia dei popoli senza problemi di doppia identità {senza fonte}.  Si svilupparono molto prima della dichiarazione d'indipendenza israeliana la quale diede vita allo Stato di Israele nel 1948.
Propriamente si trova a riflettere le componenti maggiormente essenziali della cultura ebraica, della storia degli ebrei nel corso della diaspora ebraica, dell'ideologia stessa del movimento che si svilupperà verso la fine del XIX secolo con il nome di sionismo, così come della storia e delle forme tradizionali appartenenti alla popolazione dei cittadini arabi di Israele e delle minoranze etniche che continuano a convivere all'interno della nazione contemporanea, tra cui i drusi, i circassi, gli armeni e numerosi altri ancora.
I due maggiori centri urbani rappresentati da Tel Aviv e da Gerusalemme vengono considerati nel contempo anche i principali centri culturali di Israele. The New York Times ha descritto Tel Aviv come "la capitale più alla moda della regione affacciata sul Mar Mediterraneo", la Lonely Planet l'ha classificata tra le dieci migliori città per quanto riguarda la vita notturna, ed infine la National Geographic Society l'ha definita una delle dieci migliori spiagge mediterannee.
Con la presenza stabile di oltre 200 musei, Israele ha il più alto numero di istituzioni museali pro capite al mondo, con milioni di visitatori all'anno; i principali musei d'arte operano oltre che a Tel Aviv e Gerusalemme, anche ad Haifa e ad Herzliya, così come in molti piccoli centri e Kibbutz. L'Orchestra filarmonica d'Israele suona in tutto il paese e viaggia molto spesso all'estero e quasi ogni città ha la propria orchestra, con molti dei suoi musicisti che provengono dall'ex Unione Sovietica. Esiste anche la Israel Defense Forces Orchestra  (תזמורת צה"ל; Tizmoret Tzahal), il principale gruppo musicale delle Forze di Difesa Israeliane (IDF).
La danza folk è assai popolare e le compagnie di danza moderna israeliane, tra cui la Batsheva Dance Company sono molto acclamate nel mondo degli appassionati; il teatro Habimah nazionale venne fondato già nel 1917, mentre il cinema di Israele con svariati cineasti ed attori ha vinto premi nei festival internazionali degli ultimi decenni.
A partire dagli anni 1980 la letteratura israeliana è stata ampiamente tradotta e diversi scrittori sono riusciti ad ottenere importanti riconoscimenti internazionali.

## Storia
Con una popolazione diversificata di immigrati provenienti da cinque continenti e oltre 100 paesi, e
sottoculture significative come i mizrahì, gli arabi israeliani, gli ebrei russi, i falascia, gli ebrei secolari e gli ebrei ultra-ortodossi charedì - ognuno con le proprie specifiche reti culturali - la cultura israeliana è estremamente variegata.
Essa segue le tendenze e i cambiamenti culturali provenienti da tutto il mondo, oltre ad esprimere uno spirito unico nel suo genere; allo stesso tempo Israele rappresenta anche una società orientata attorno ai valori della famiglia e con un forte senso di appartenenza comunitaria.

### Impatto sulla civiltà occidentale
L'antico giudaismo è considerato fra gli elementi costitutivi dell'identità morale della civiltà occidentale; ha avuto un impatto sull'Occidente in molte e variegate modalità, dalla sua etica alla propria caratteristica pratica indirizzata al più rigoroso monoteismo; in tutti i suoi gradi ha in gran parte influenzato il mondo attraverso la mediazione offerta dal cristianesimo.

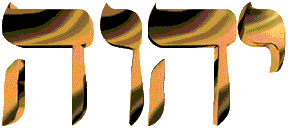
Il tetragramma biblico YHWH pronunciato come "Adonai".

La Bibbia, scritta da ebrei nella Terra di Israele a partire dall'VIII e fino al II secolo prima dell'era volgare, è una delle massime pietre angolari della cultura globale. Intorno al 63 a.C. la Giudea divenne parte integrante dell'Impero romano; intorno al 6 a.C Gesù nacque da una famiglia ebrea nella città di Nazareth, e decenni dopo fu sottoposto alla crocifissione sotto il procuratore Ponzio Pilato.
In seguito i suoi seguaci credettero nella sua risurrezione, ispirandoli con ciò a diffondere l'ebraismo in tutto il mondo; il cristianesimo si diffuse anche e soprattutto tramite il mondo greco-romano. In seguito un tale evento avrebbe condotto alla creazione della visione stessa dell'Occidente moderno.

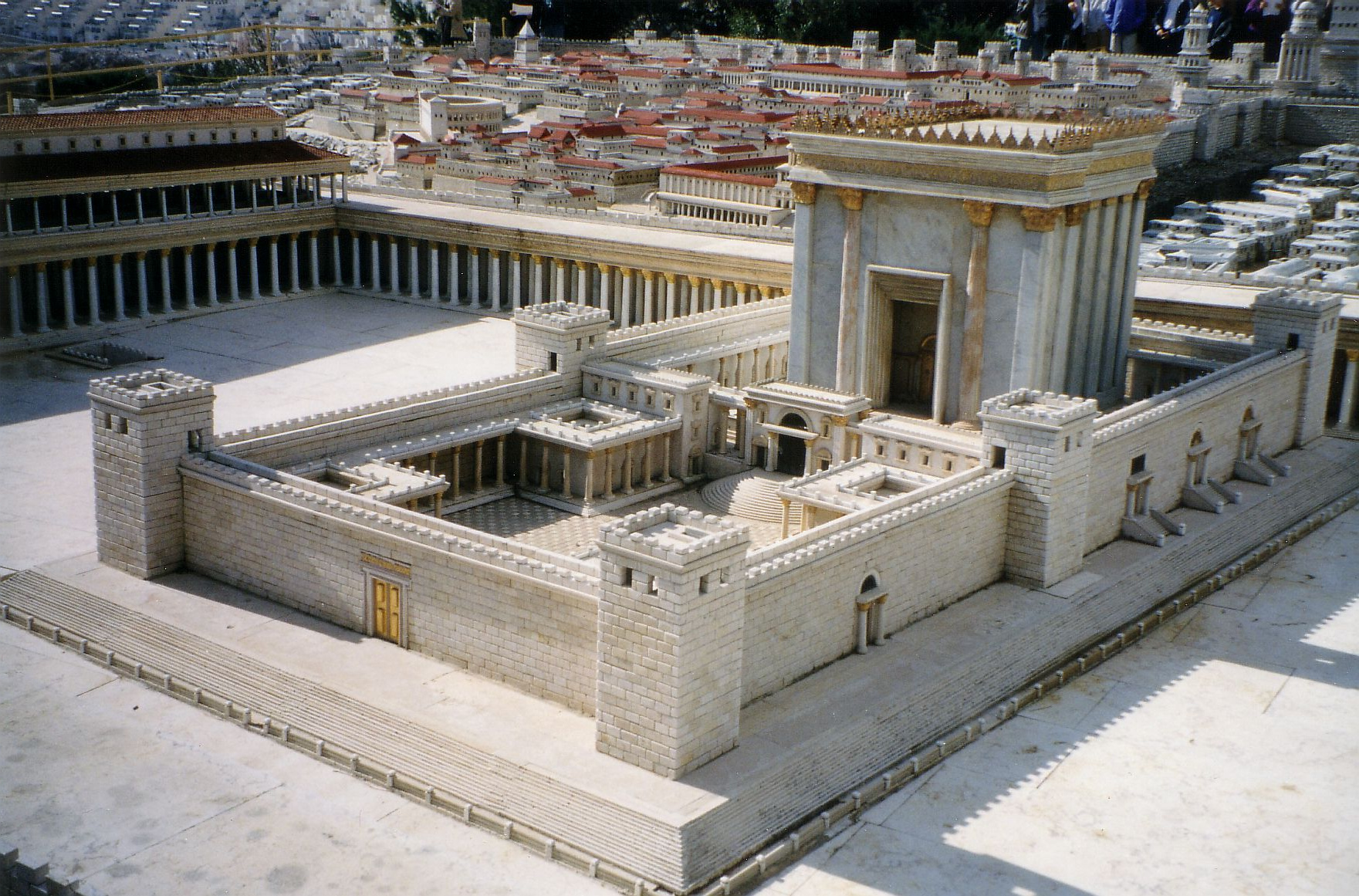
Ricostruzione moderna di come sarebbe apparso il Secondo Tempio di Yahweh dopo il completamento delle opere di ristrutturazione avvenute durante il regno di Erode il Grande.

Il cristianesimo, la religione dell'Occidente per antonomasia e la fede essenziale del mondo occidentale, crebbe direttamente dal contatto avuto con il giudaismo e iniziò come una setta giudaica al tempo del Secondo Tempio nella metà del I secolo (il giudeo-cristianesimo).
Il Nuovo Testamento, scritto da ebrei del I secolo nati e vissuti per lo più nella Giudea romana, è anch'esso uno dei testi posti come pilastro della letteratura di buona parte dell'Occidente.

### Civiltà islamica
L'Islam delle origini venne fortemente influenzato dall'ebraismo nella sua prospettiva religiosa fondamentale, nella struttura, nella giurisprudenza e finanche nella stessa pratica religiosa.
Il buon musulmano trae le sue idee dal proprio testo sacro, il Corano - in ultima analisi dal giudaismo - e contiene riferimenti a più di cinquanta persone ed eventi trovati anche nella Bibbia tra cui la narrativa della Storia della creazione in Genesi, Adamo ed Eva, Caino e Abele, la narrativa del diluvio universale, Abramo, Sodoma e Gomorra (città), Mosè e l'Esodo (racconto biblico), il re Davide e la profezia biblica.
Anche il Nuovo Testamento, scritto da ebrei nella Giudea romana, influenzò la nuova religione e il Corano menziona figure come Gesù, Maria (madre di Gesù) e Giovanni Battista. I codici dietetici e legali, il disegno di base della moschea, la casa di culto islamica e i servizi di preghiera comuni, incluse le pratiche devozionali, derivano in via diretta dall'ebraismo.

### Approccio Melting pot
Grazie alle ondate di aliyot avvenute durante il XIX e il XX secolo la cultura esistente si integrò e fuse con quella facente parte delle tradizioni della popolazione immigrata. Il sionismo collega in modo preciso il popolo ebraico alla Terra di Israele.
La storia del sionismo tuttavia si è evoluta sia politicamente che religiosamente; sebbene i diversi gruppi sionisti si venissero a trovare inizialmente in forte competizione con altri contemporanei movimenti politici ebraici, l'ideale del "ritorno" e dell'appartenenza alla "terra ebraica" divenne un equivalente del giudaismo politico sia durante che dopo la Shoah.
Il primo premier israeliano, David Ben Gurion, guidò una tendenza volta a fondere i molti immigrati che, nei primi anni dello Stato, erano sopraggiunti dall'Europa, dal Nordafrica e dall'Asia, in un unico melting pot che non distingueva tra i residenti più anziani del paese e i nuovi arrivati. Lo scopo originale era quello di unificare i giovani con i veterani israeliani per la creazione di una cultura ebraica comune e per costruire una rinnovata idea di nazione nel paese.

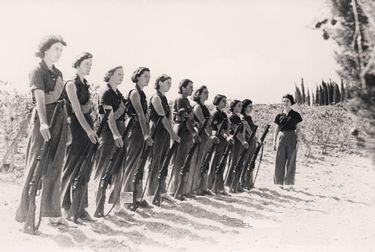
Un contingente femminile delle forze di difesa israeliane in un kibbutz a cavallo della guerra arabo-israeliana del 1948.

Due strumenti centrali impiegati per questo scopo saranno l'Israel Defense Forces e il sistema educativo; le prime, attraverso la loro trasformazione in un autentico esercito nazionale, costituiranno fin dal principio un terreno comune tra tutti i civili del paese, ovunque essi si trovino a risiedere. Il secondo, essendo stato unificato secondo la legge israeliana, ha permesso a studenti di diversi settori di studiare insieme nelle stesse scuole. Gradualmente la società israeliana divenne più avvolta dal pluralismo e il "crogiuolo" declinò nel corso degli anni.
I critici del melting pot considerano che sia stata una necessità vigente nei primi anni dello Stato al fine di costruire una società comune, ma ora sostengono che non c'è più bisogno di esso; vedono invece la necessità per l'apparato sociale di consentire alle persone di esprimere le differenze e l'esclusività di ogni flusso e settore.

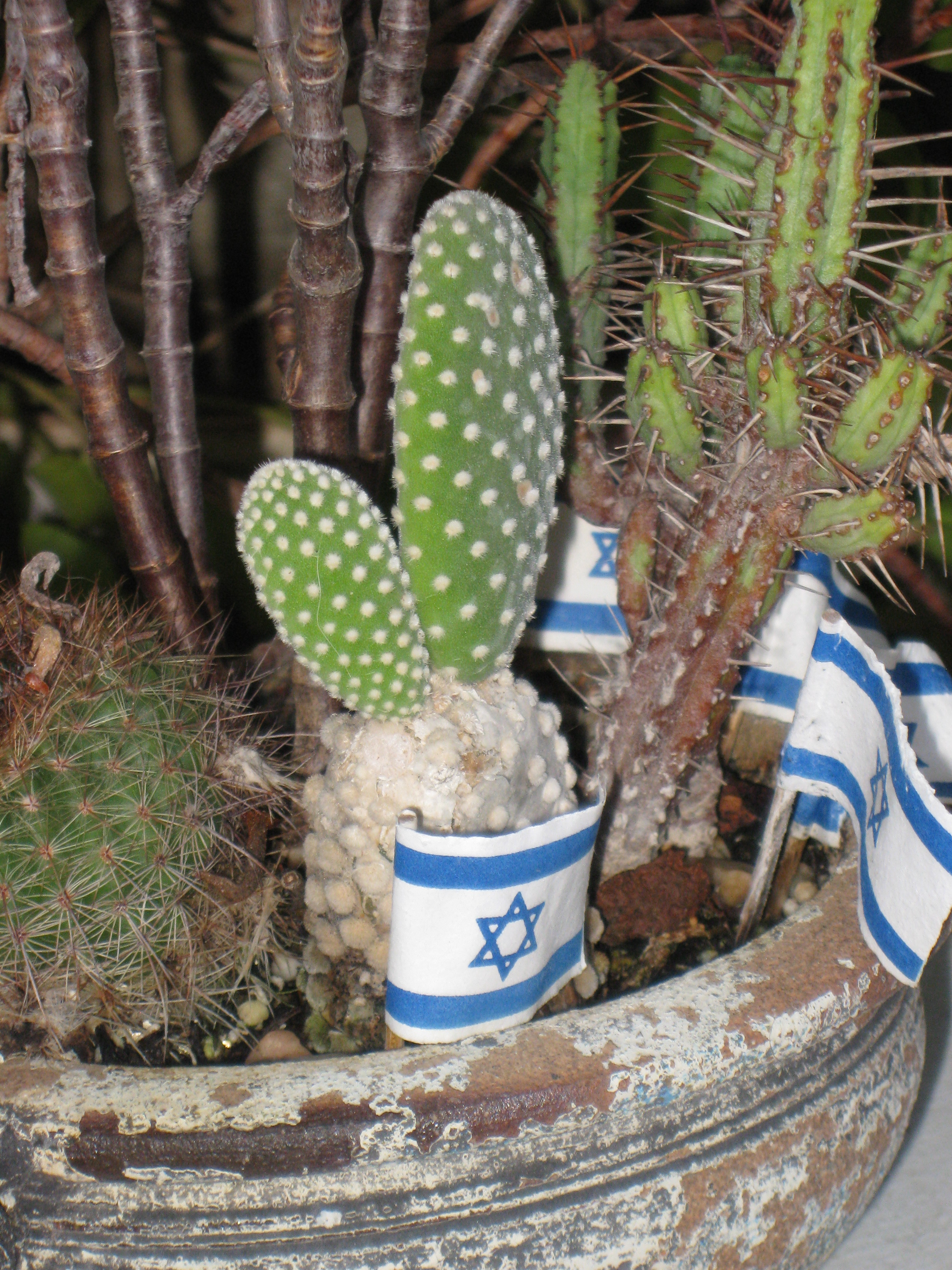
Un cactus avvolto dalla Bandiera di Israele, simbolo dell'essere "Sabra".

Altri, principalmente ebrei mizrahi che sono più "Shomer Masoret" (fedeli alla tradizione) e superstiti dell'Olocausto, hanno criticato il processo iniziale del "melting pot"; secondo loro sono stati costretti a rinunciare o a nascondere il proprio patrimonio culturale, che hanno portato dai loro paesi d'origine, e ad adottare la nuova cultura secolare sabra.
Nel XXI secolo si celebra il trionfo della diversità culturale; molti parlano lingue differenti, continuano a cibarsi traendo spunto dalle loro origini culturali e hanno prospettive contrastanti.

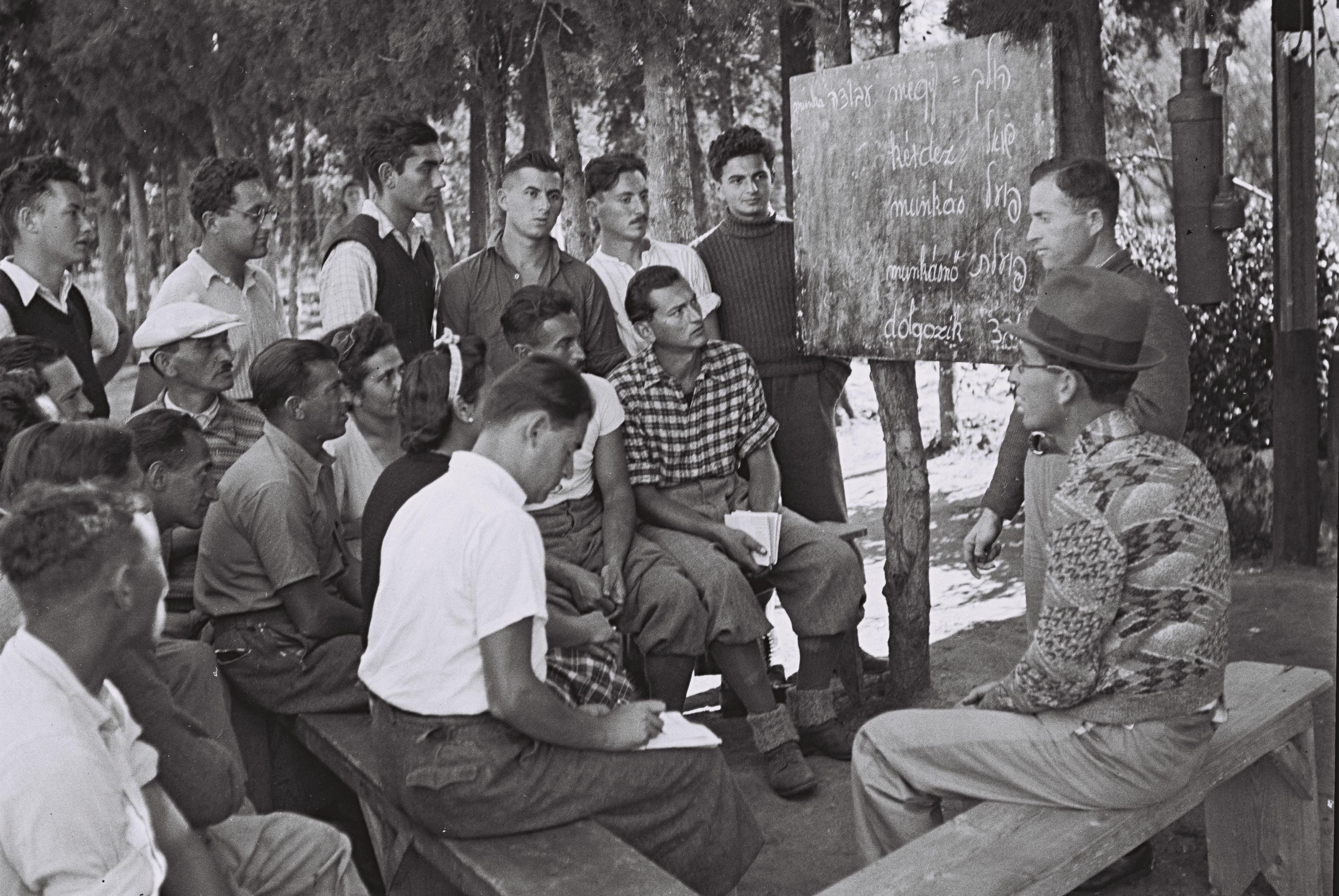
Lezione di lingua ebraica in un campo per immigrati nel 1940.

## Lingua
Mentre fino al 2018, la lingua ebraica e la lingua araba sono state pari grado le lingue ufficiali dello Stato di Israele, oltre 83 altri linguaggi differenti vengono parlati nel paese.
Quando cominciarono a giungere sempre più nuovi immigrati, l'istruzione in lingua ebraica si fece vieppiù importante. L'esperto di lessicografia Eliezer Ben Yehuda, che fondò l'Accademia della lingua ebraica, ebbe modo di coniare migliaia di nuove parole e concetti basandosi principalmente sulle fonti costituite dalla Bibbia, dal Talmud - ma non solo quelle - per far fronte ai bisogni e alle esigenze della vita quotidiana del XX secolo.

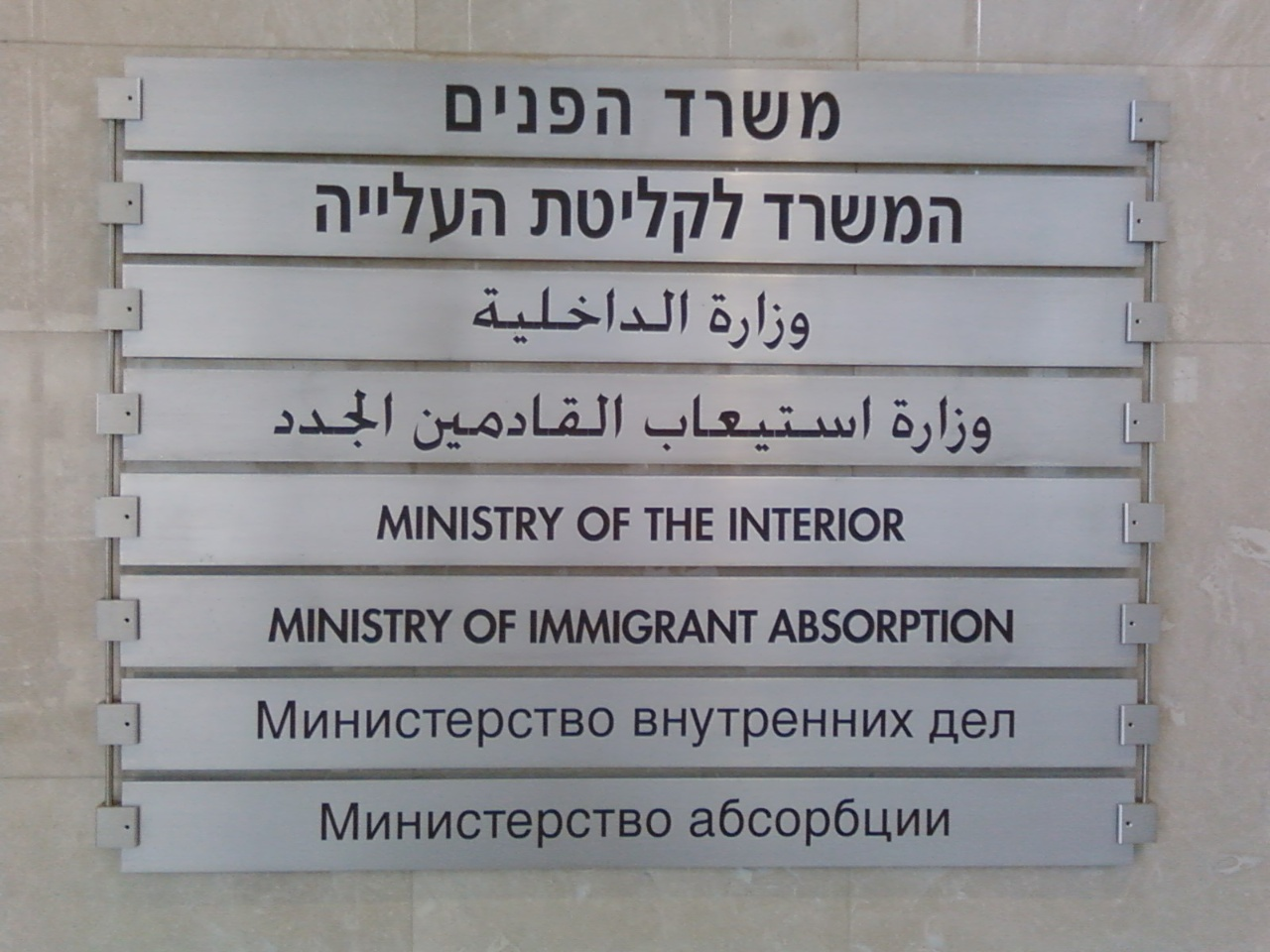
Cartello quadrilingue: in lingua ebraica, lingua araba, lingua inglese e lingua russa.

L'apprendimento dell'ebraico divenne quindi un obiettivo nazionale e fu utilizzato lo slogan "Yehudi, daber Ivrit" ("ebreo - parla ebraico").
Le scuole speciali per l'apprendimento della lingua ebraica, le Ulpan, sono state create nel corso degli anni in tutte le grandi e piccole città.
L'ebraico dei nomi di famiglia era già un fatto comune nel periodo pre-statale e diventò ancora più diffuso nel corso degli anni 1950; entro questo primo decennio sarà pubblicato un opuscolo per aiutare a scegliere correttamente un nome ebraico. Il primo ministro, David Ben Gurion, esorterà chiunque avesse dovuto rappresentare ufficialmente il nuovo Stato ad adottare formalmente un cognome ebraico.

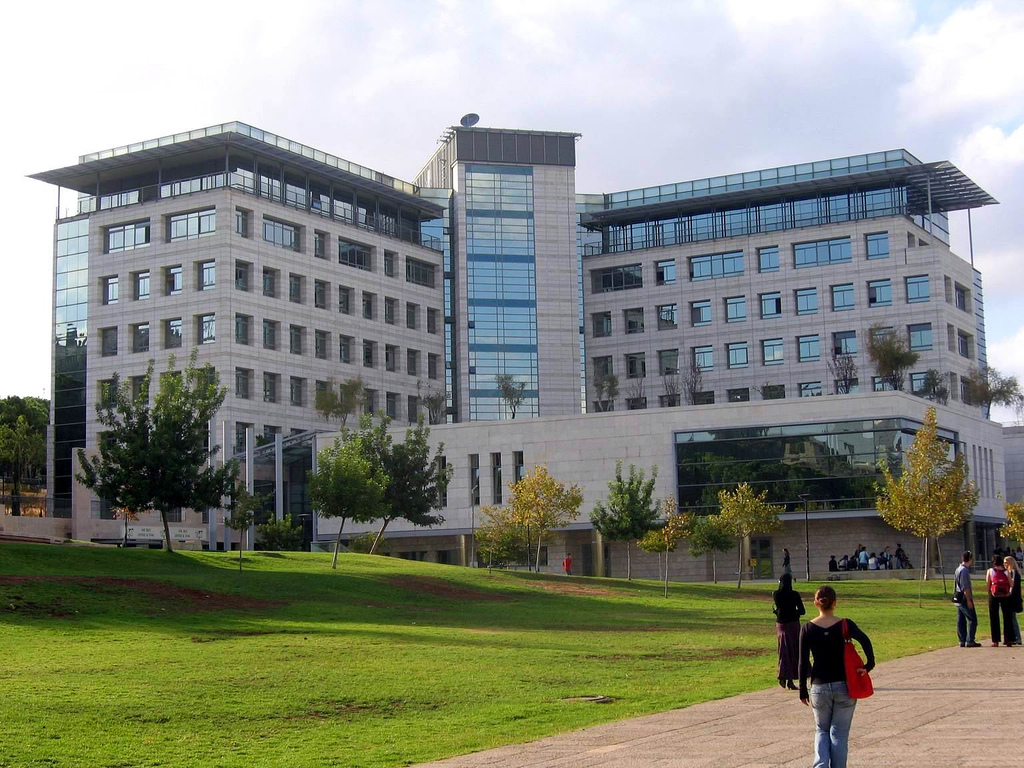
L'edificio della facoltà d'informatica dell'istituto di tecnologia Technion.

## Istruzione
Nel 2012 Israele è stato eletto come il 2º Paese più istruito al mondo, questo secondo il rapporto fatto pubblicare dall'Organizzazione per la cooperazione e lo sviluppo economico; esso ha rilevato che il 78% del denaro investito nell'istruzione proviene da fondi pubblici e almeno il 45% della popolazione ha un diploma universitario o di college.

## Filosofia

### Antico Israele

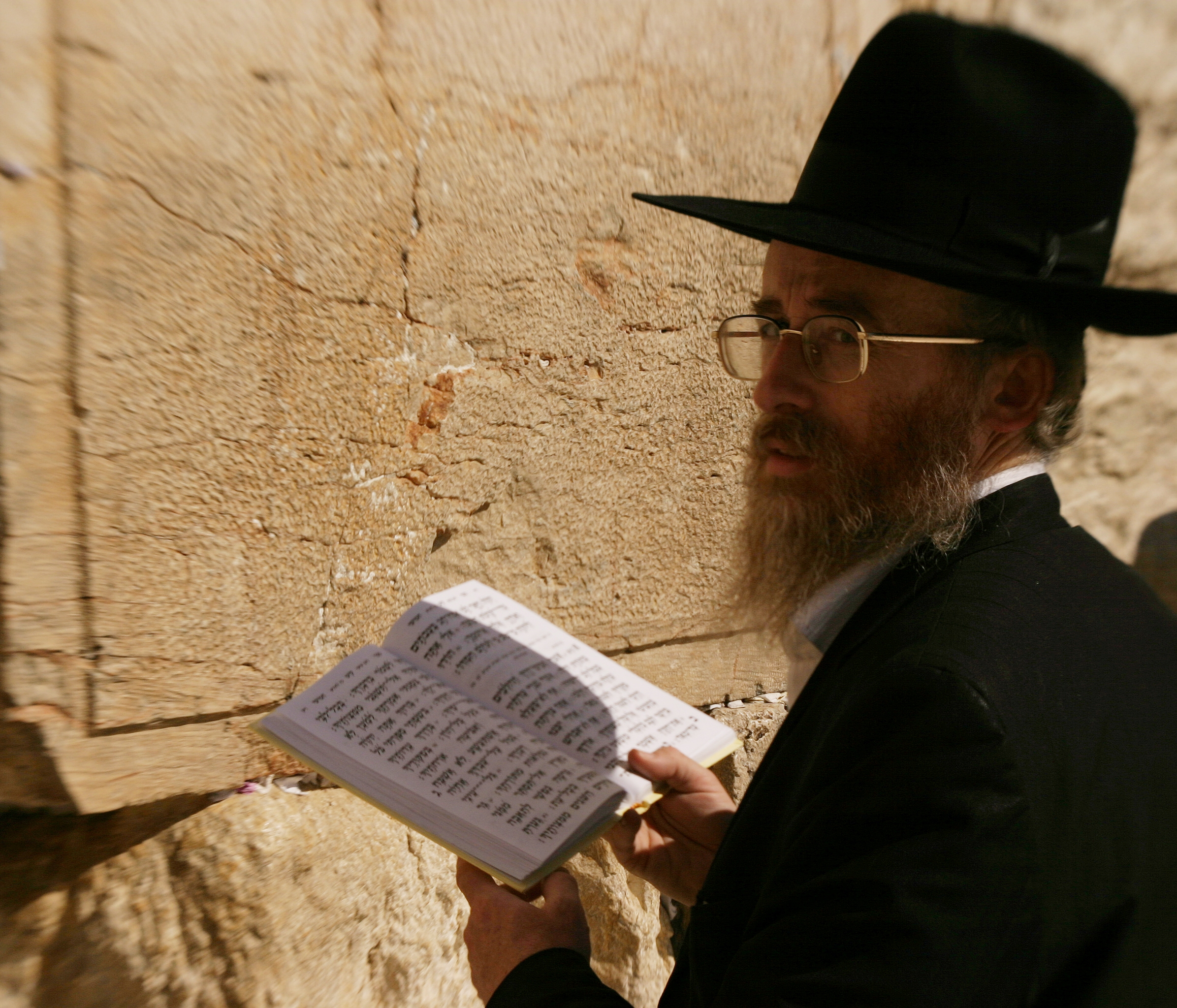
Un ebreo recita i Salmi davanti al Muro Occidentale (detto "del pianto").

Le antiche idee filosofiche e l'approccio israeliano ad esse possono essere rinvenute direttamente nella Bibbia.
I Salmi contengono inviti ad ammirare la suprema saggezza di Dio attraverso le sue opere; da ciò alcuni studiosi suggeriscono che l'ebraismo ospiti in sé una profonda e duratura corrente filosofica risalente perlomeno alla Storia antica e poggiante sui testi sacri.

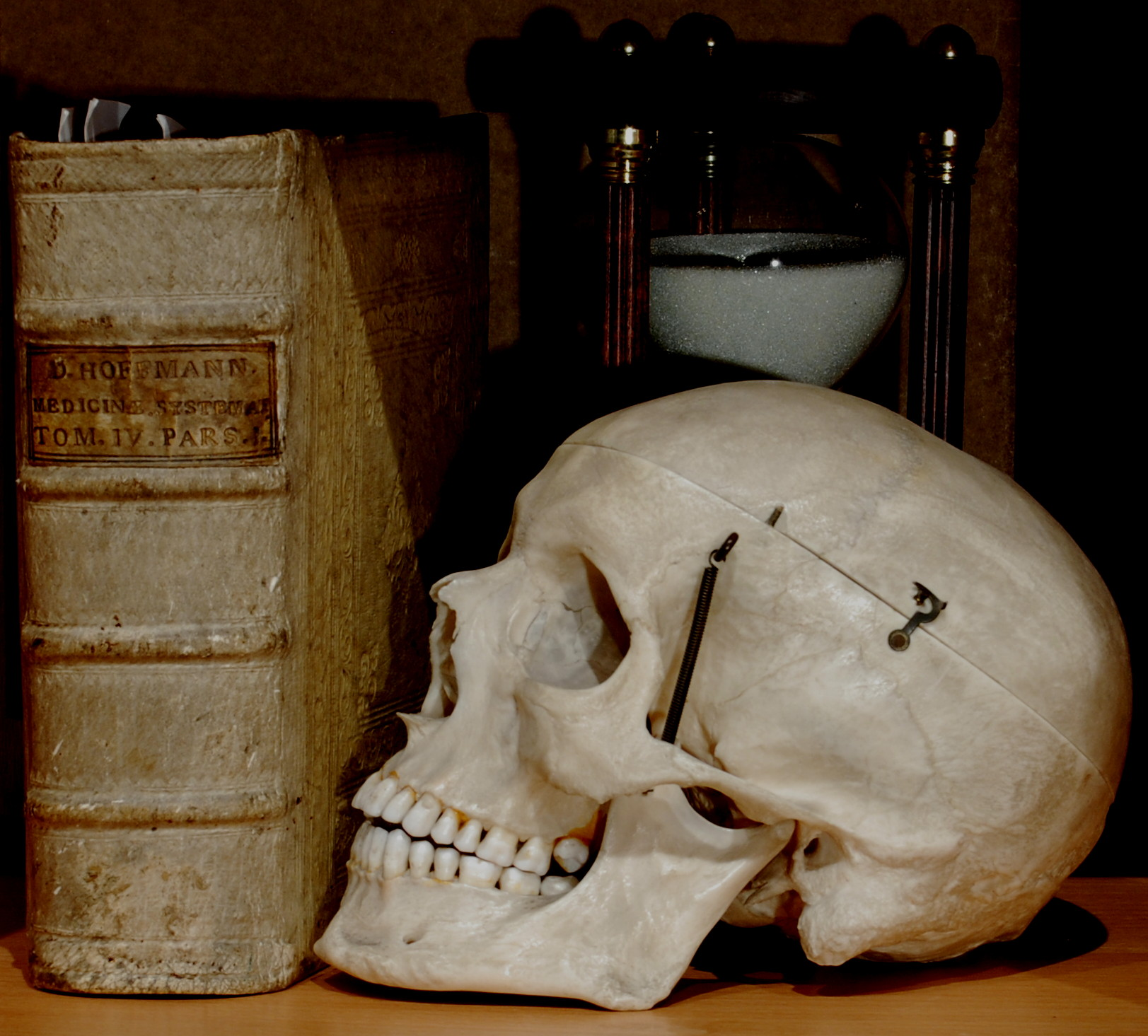
Qoelet, attribuito a Salomone, rimane celebre soprattutto per il suo incipit: Vanitas vanitatum et omnia vanitas.

Qoelet viene spesso considerato come l'unica vera e propria opera con un forte contenuto filosofico presente all'interno dei diversi libri biblici (la Tanakh); il suo autore - rimasto per sempre completamente anonimo - cerca difatti di comprendere quale possa essere il posto più adatto degli esseri umani nel vasto mondo e l'intrinseco significato della vita sul pianeta Terra.
Qoelet e il Libro di Giobbe furono tra le opere di studio preferite della filosofia medievale, presi nella loro qualità di soggetti di riflessione per le discussioni filosofiche e non necessariamente dipendenti dalla rivelazione storica.
In altri testi canonici, come il Libro dei Proverbi e il Siracide, oltre che il Libro della Sapienza facente parte degli apocrifi dell'Antico Testamento, vi sono svariati riferimenti e lodi rivolti al concetto di "saggezza" il quale avrebbe avuto un significato primordiale per il successivo pensiero speculativo ebraico.

### Moderno Israele

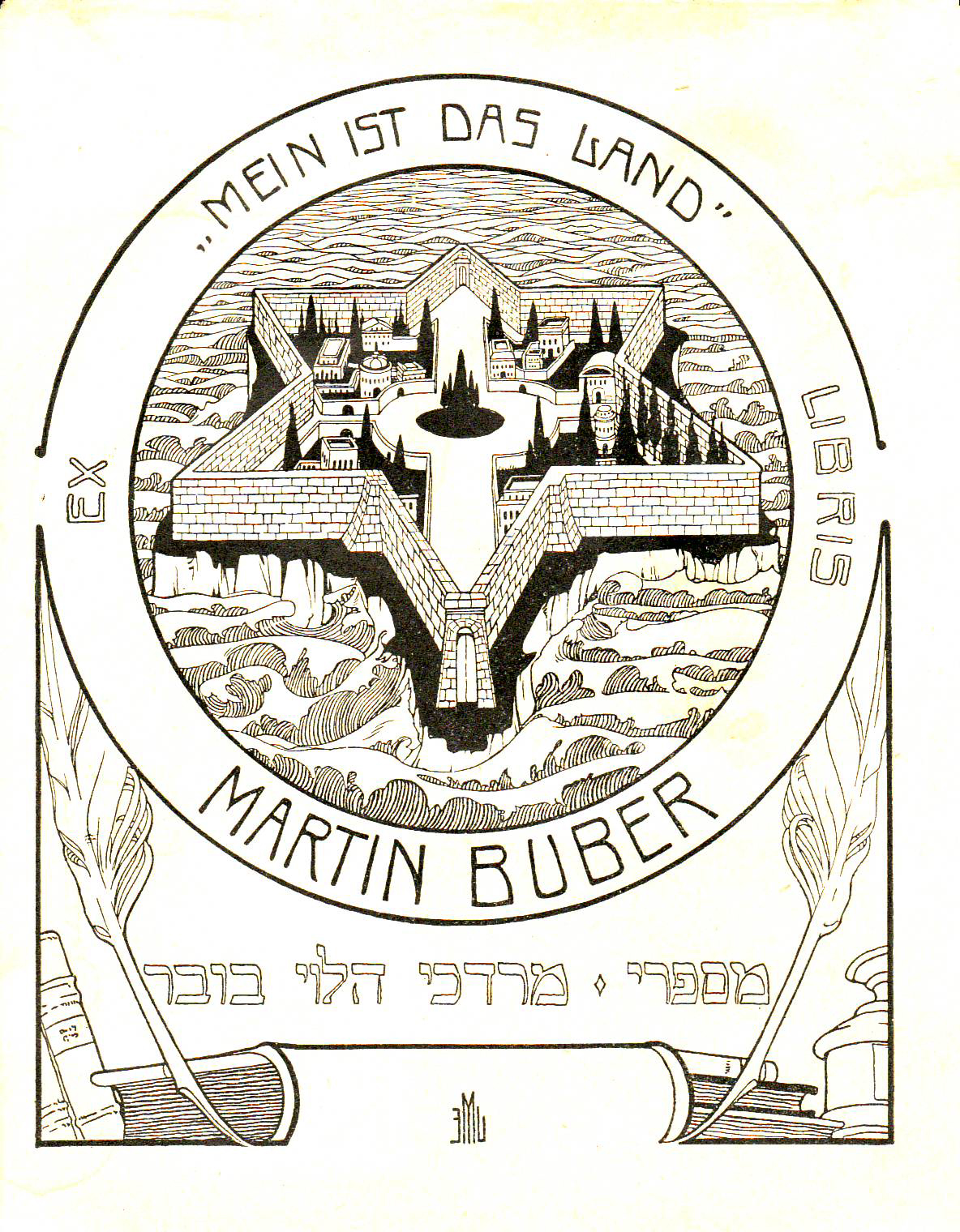
Ex libris. Il piatto è adornato con le mura di Gerusalemme nella forma di una Stella di David vista dall'alto; l'iscrizione afferma: "Das Ist Mein Land" (Quella è la mia nazione).

Martin Buber è un autore meglio conosciuto per la sua filosofia del dialogo, una forma di esistenzialismo incentrato sulla distinzione tra la relazione Io-Tu e tra quella Io-Se stesso; proprio in Io e Tu il pensatore introduce e presenta la sua tesi sull'esistenza umana: Ich-Du è una relazione che sottolinea l'esistere reciproco di due esseri in una forma assimilabile all'olismo.
Raffigura un autentico "incontro concreto", poiché tali esseri s'incontrano l'un l'altro nella loro reciproca esistenza incentrata sull'autenticità, senza alcuna oggettivazione o qualificazione reciproca; neppure l'immaginazione e le forme ideali non vengono più a giocare alcun ruolo entro questa relazione primordiale. In un incontro primari tra Io e Tu il senso d'Infinito e l'universalità vengono pertanto resi reali, piuttosto che rimanere dei semplici concetti astratti.
La relazione di Ich-Es è invero quasi l'opposto di quella tra Ich-Du; mentre in questa seconda i due esseri s'incontrano l'un l'altro, nella prima forma di relazione essi non s'incontrano realmente. Invece l'Io qualifica e confronta un'idea, o concettualizzazione, dell'essere nella sua presenza e considera quello stesso essere come un mero oggetto. La totalità di queste oggettivazioni vengono considerate soltanto come delle rappresentazioni mentali, create e sostenute dalla mente individuale.

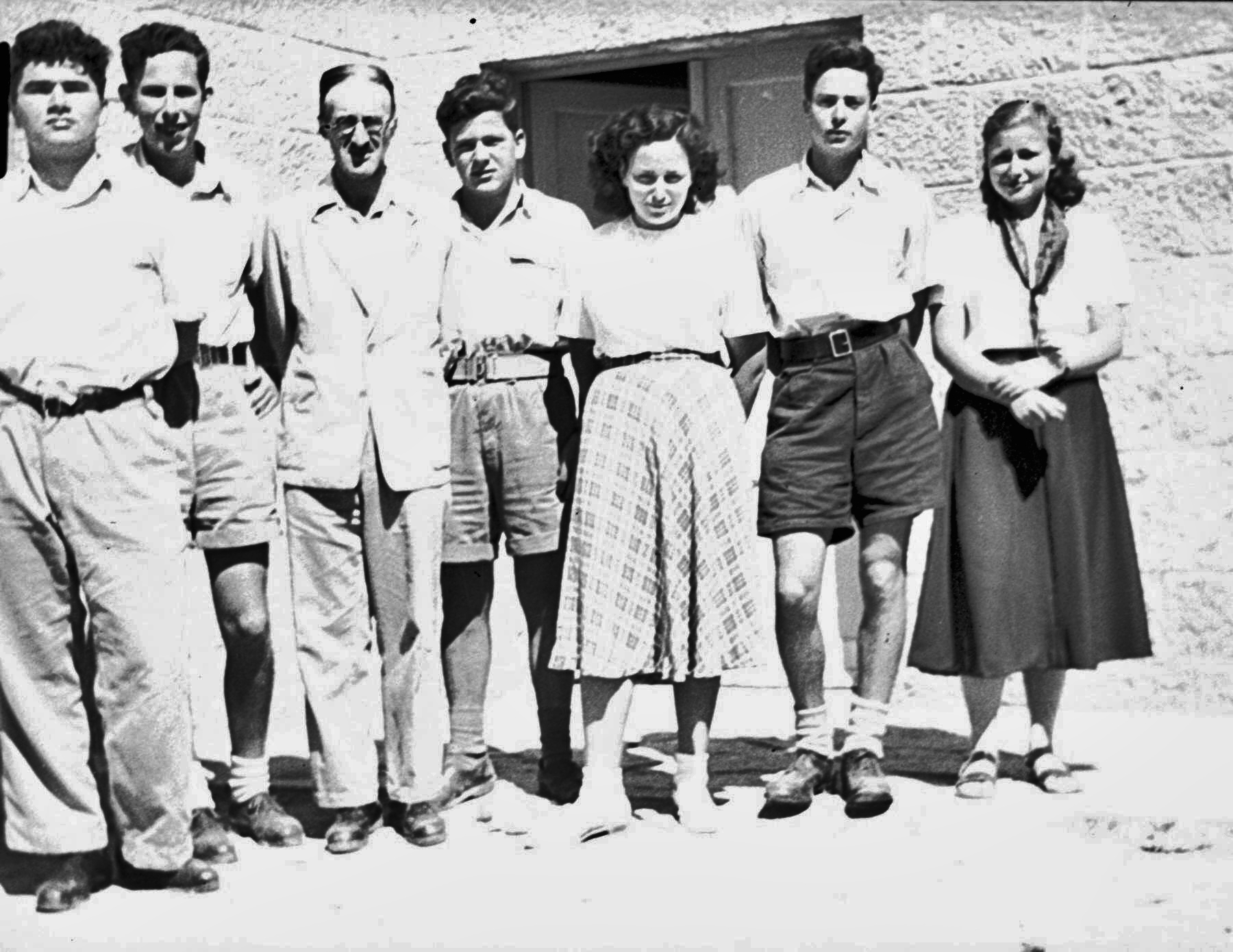
Yeshayahu Leibowitz con gli studenti della "Hebrew University High School" di Gerusalemme nel 1947.

Yeshayahu Leibowitz fu un esponente dell'ebraismo ortodosso il quale presentò idee controverse nei riguardi del tema della Halakhah o "legge ebraica". Scrisse che l'unico scopo dei Dieci comandamenti e delle 613 Mitzvot era quello di obbedire a Dio, senza pertanto doversi attendere di ricevere alcun tipo di ricompensa né in questo mondo né tanto meno i quello a venire.
Sostenne difatti che le ragioni dei comandamenti religiosi si situavano e si mantenevano ben al di là della misera comprensione che l'uomo poteva sperare di assumere su di essi, quindi anche oltre ogni tentativo di darne una qualche rilevanza terrena: qualsiasi ricerca volta ad attribuire un qualche significato emotivo all'esecuzione delle mitzvot è in ultima analisi fuorviante e del tutto simile all'idolatria.
L'essenza della visione religiosa di Leibowitz è che la fede-fiducia di una persona è costituita dal suo proprio impegno ad obbedire a Dio, cioè ai suoi comandi; ma questo non ha nulla a che vedere con l'immagine che una persona si fa di Dio. Tale dev'essere in quanto Dio non può venire in alcuna maniera descritto, che la comprensione divina non è equivalente a quella umana e, quindi, tutte le domande poste su/da Dio rimangono del tutto fuori luogo.
Uno dei risultati di quest'approccio è che la fede, un impegno preso personalmente a obbedire a Dio, non può venire sfidata dalla solita questione filosofica inerente al problema del male e della sua esistenza o dagli eventi storici i quali paiono contraddire l'assidua presenza divina: se una persona smette di credere dopo un evento terribile dimostra solo di aver obbedito - fino a quel momento - a Dio perché pensava di aver compreso il Suo piano/progetto, o perché si attendeva di ricevere una qualche forma di compensazione. L'obbedienza non può né deve pertanto venire giustificata dalle conseguenze che essa produce,
Ma, per Leibowitz, la credenza religiosa non costituisce - né deve farlo - una spiegazione della vita, della natura o della storia e neppure la promessa di un futuro in questo mondo o in un altro, bensì si tratta di una richiesta pura e semplice che il divino pone davanti all'uomo.

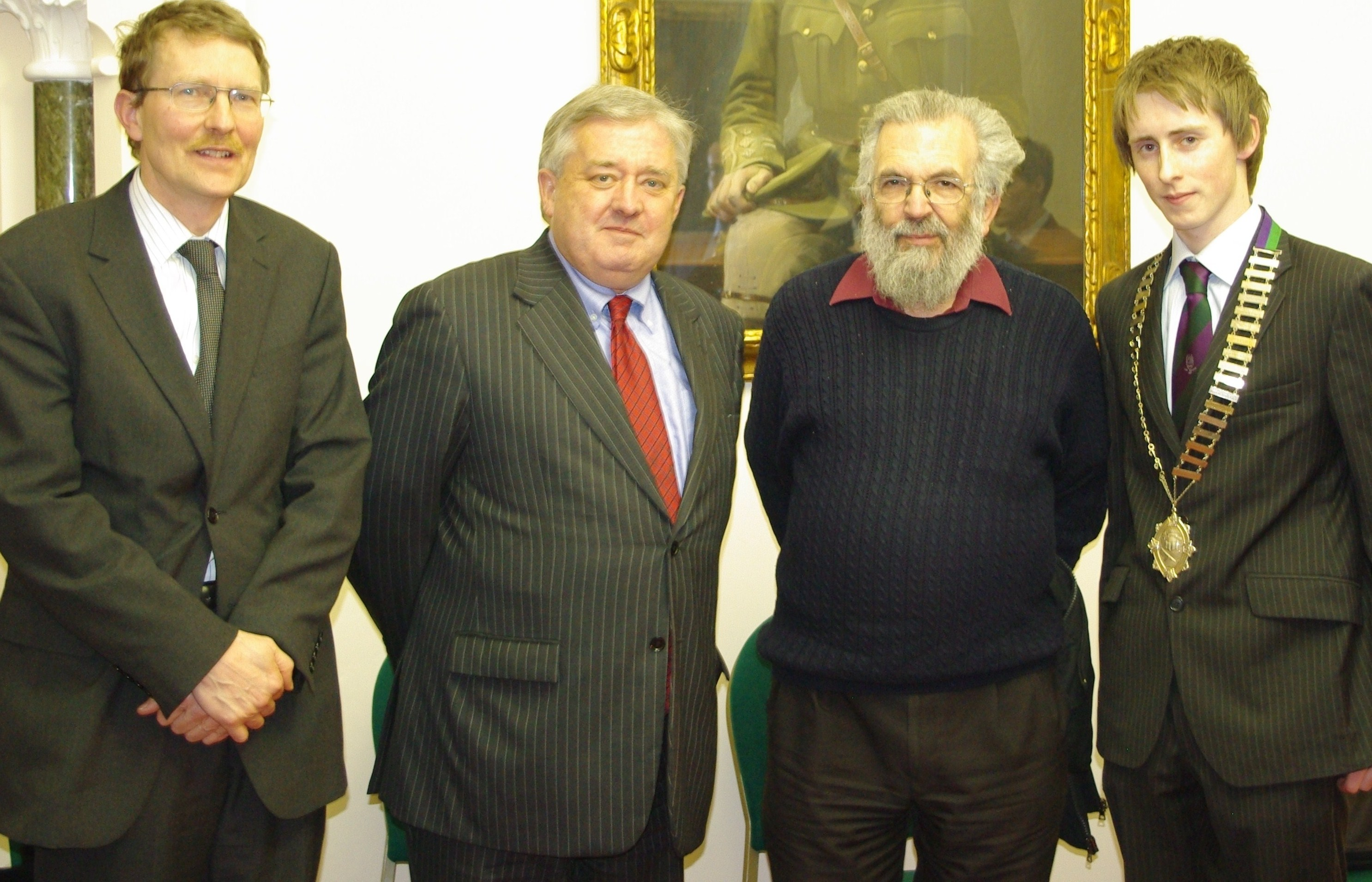
Il giudice della Corte suprema d'Irlanda Adrian Hardiman (secondo da sinistra) assieme a Joseph Raz (terzo da sinistra) all'"University College Dublin Law Society".

Joseph Raz è uno studioso di filosofia politica, etica e filosofia del diritto. Il suo primo libro intitolato Il concetto di sistema giuridico si basò sulla propria tesi di dottorato; uno dei successivi, The Morality of Freedom sviluppa invece una concezione del "liberalismo perfezionista".
Raz sostiene una comprensione distintiva dei comandi legali come motivi di azione escludenti e per una concezione del servizio da parte dell'autorità costituita, secondo la quale chi è soggetto ad una tale autorità "può trarre beneficio dalle sue decisioni solo se può stabilire la propria esistenza e il proprio contenuto in modalità e modi".
Questo concetto sostiene a sua volta l'argomentazione rivolta al positivismo giuridico, in particolar modo la "tesi delle fonti": l'idea che un test adeguato per l'esistenza e il contenuto della legge si deve fondare esclusivamente su dei "fatti sociali" e non su argomentazioni nate dalla propria concezione morale.
Raz viene riconosciuto dai suoi contemporanei come uno dei più importanti filosofi del diritto viventi; ha scritto e pubblicato 11 volumi: The Concept of a Legal System, Practical Reason and Norms, The Authority of Law, The Morality of Freedom, Authority, Ethics in the Public Domain, Engaging Reason, Value, Respect and Attachment, The Practice of Value, Between Authority and Interpretation e From Normativity to Responsibility.
Nel campo della teoria morale Raz difende il pluralismo dei valori e l'idea che i vari valori espressi dalla comunità umana siano di per se stessi eticamente incommensurabili. Altri filosofi degni di nota includono Avishai Margalit, Hugo Bergmann, Yehoshua Bar-Hillel, Pinchas Lapide, Israel Eldad e Judea Pearl.
| Aaron David Gordon (1856-1922) | Martin Buber (1878-1965) | Hugo Bergmann (1883-1975) | Yeshayahu Leibowitz (1903-1994) | Pinchas Lapide (1922-1997) | Judea Peal (1936-) | Joseph Raz (1939-) | Avishai Margalit (1939-) |
| ------------------------------ | ------------------------ | ------------------------- | ------------------------------- | -------------------------- | ------------------ | ------------------ | ------------------------ |
|                                |                          |                           |                                 |                            |                    |                    |                          |

## Poesia e narrativa

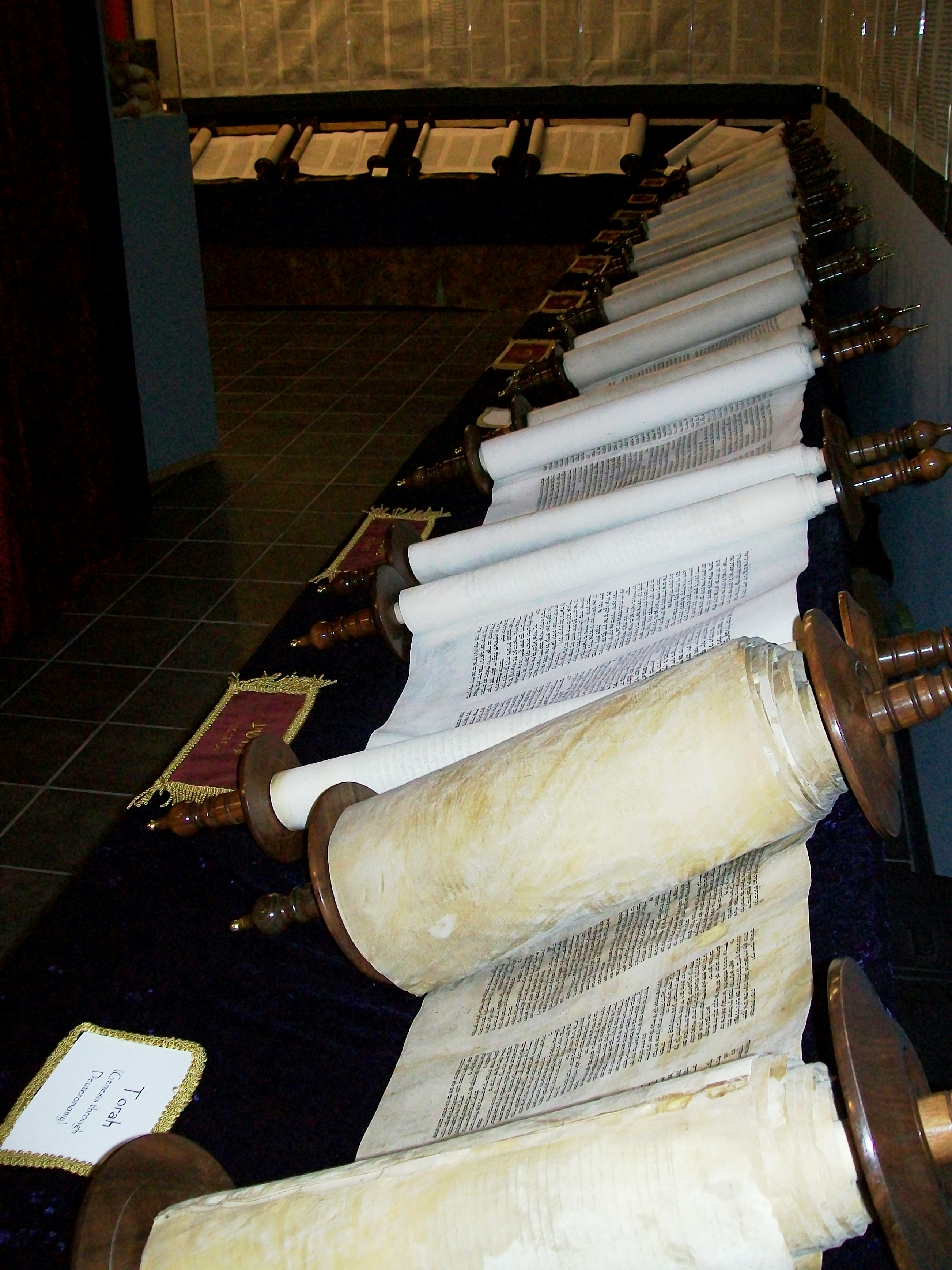
Alcuni dei rotoli che compongono la Tanakh.

### Antico Israele
La più antica iscrizione finora conosciuta in lingua ebraica è l'iscrizione rinvenuta tra le rovine di Khirbet Qeiyafa la quale sembra risalire all'XI-X secolo aev; essa può essere effettivamente considerata come un primo stadio dell'ebraico. Di gran lunga il corpus letterario più vario, esteso oltre che storicamente significativo scritto nel vecchio linguaggio ebraico classico è rappresentato dal Canone della Bibbia.
La Bibbia non costituisce una singola letteratura monolitica in quanto ciascuna delle tre sezioni in cui è composta (Torah, Neviìm e Ketuvim) a sua volta contiene testi scritti in epoche diverse da autori differenti il cui scarto temporale va da almeno l'VIII fino al II secolo aev. Essa è la fonte primaria dell'antica mitologia, della letteratura, della filosofia e finanche della poesia israelitica.
I libri inseriti nel canone biblico non sono tutti di natura strettamente religiosa; per fare solo un esempio il Cantico dei cantici è un poema amoroso e, insieme al Libro di Ester, non menziona mai esplicitamente Dio. La sezione dei Ketuvim è una raccolta di letteratura filosofico-artistica la quale si ritiene possa essere stata scritta sotto l'influenza di Ruach haQodesh (il soffio divino).

La porzione di territorio interessato dalla rivolta dei Maccabei, descritta nei vari Libri dei Maccabei.

Alcuni dei suoi contenuti riflettono degli eventi storici accaduti nell'Antico Israele, nel Regno di Israele e nel Regno di Giuda, ma anche l'assedio di Gerusalemme del 587 aev., l'esilio babilonese ed infine anche la Rivolta dei Maccabei.
I Manoscritti del Mar Morto sono migliaia di frammenti derivanti da rotoli manoscritti per la maggior parte redatti in ebraico, datati dal III secolo aev al I secolo ev. Tali testimonianze hanno un grande significato storico, religioso e linguistico poiché includono il 2° più antico manoscritto sopravvissuto di opere più tardi incluse nel Canone, insieme a manoscritti confluenti nei Libri deuterocanonici ed extra-biblici che conservano le prove della diversità e ricchezza del pensiero religioso-filosofico nel tardo periodo del Secondo Tempio.
Gli archeologi hanno a lungo associato i rotoli rinvenuti con l'antica setta ebraica degli Esseni, anche se alcune delle più recenti interpretazioni hanno sfidato una tale connessione, sostenendo l'ipotesi alternativa che siano in realtà stati parte dell'opera appartenente alla classe sacerdotale di Gerusalemme, i Sadducei, o di altri gruppi rimasti per lo più del tutto sconosciuti.

### Giudea romana
Gli scritti ebraici post-biblici includono le prime opere rabbiniche del Midrash e della Mishnah; quest'ultima è la prima fondamentale redazione scritta delle tradizioni orali ebraiche note come "Torah orale", ed è anche il primo grande lavoro della letteratura rabbinica scritto in larga parte in centri religiosi come Yavne (vedi Concilio di Jamnia), Lod e Bnei Brak, all'epoca sottoposte all'occupazione romana della regione.
Contiene gran parte della tradizione orale appartenente ai Farisei dell'ultimo periodo del Secondo Tempio, in particolare del periodo dei Tannaim. La maggior parte della Mishnah è scritta nel cosiddetto "ebraico mishnaico", mentre alcune parti sono in Lingua aramaica.

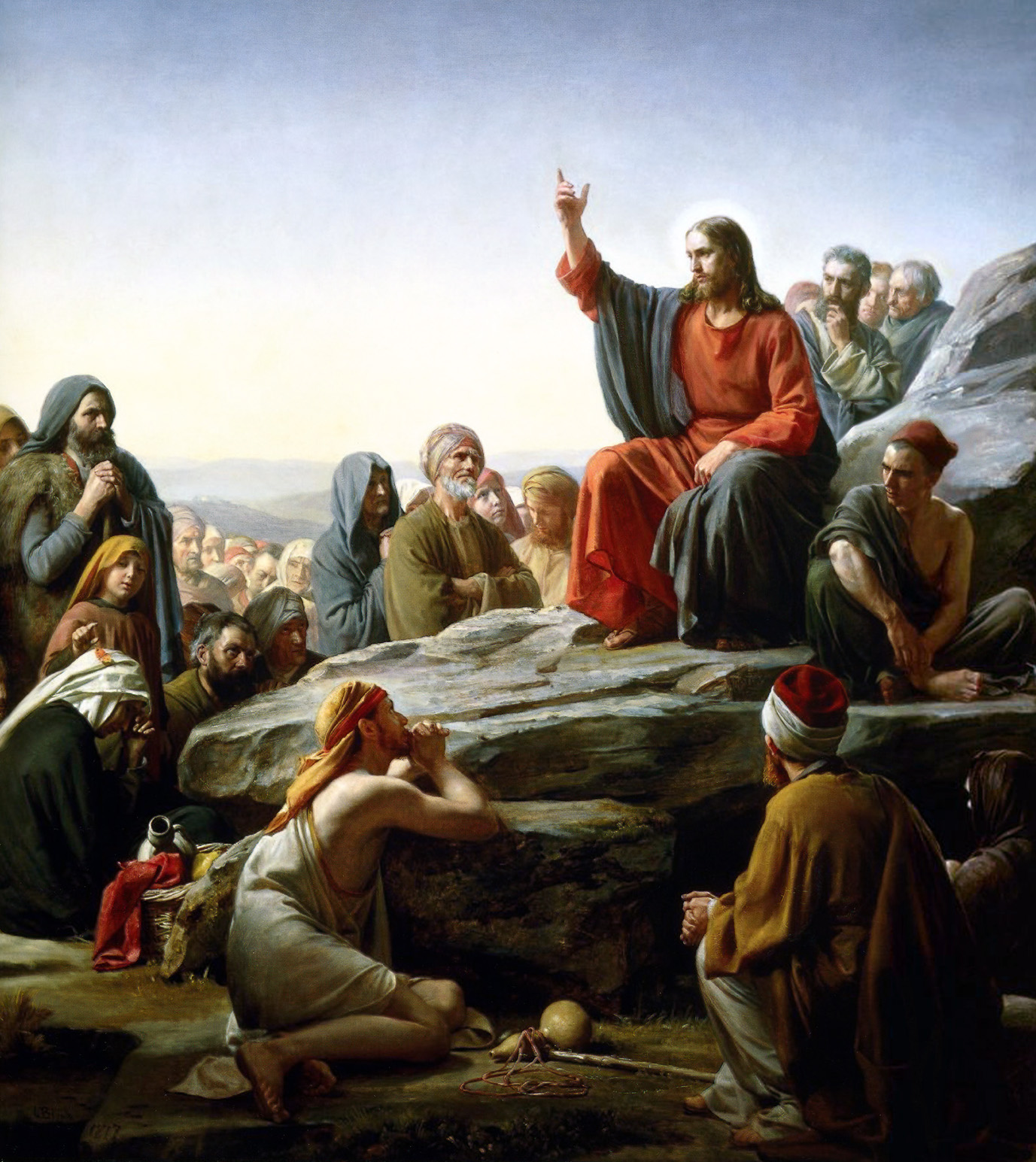
Il Discorso della Montagna in un dipinto di Carl Heinrich Bloch. Il Nuovo Testamento fu un prodotto del Giudeo-cristianesimo, redatto durante il periodo della Giudea romana.

Il movimento del Giudeo-cristianesimo (la Chiesa di Gerusalemme) si formò nella Terra di Israele all'inizio del I secolo. I libri del Nuovo Testamento furono tutti o quasi scritti da ebrei-cristiani, ossia discepoli ebrei di Gesù, durante il I e l'inizio del II secolo.
Luca evangelista, che secondo la tradizione tramandata avrebbe scritto il Vangelo secondo Luca e gli Atti degli Apostoli, viene spesso considerato come l'unica eccezione essendo egli stato un cittadino romano pagano (collaboratore di Paolo di Tarso e probabilmente un medico); gli studiosi rimangono divisi sul fatto che Luca fosse un Gentile o invero parte del Giudaismo ellenistico.
I 4 vangeli divenuti successivamente i soli considerati canonici sarebbero stati scritti tra il 68 e il 110, gli Atti tra il 95 e il 110, le Lettere di Paolo e le Lettere cattoliche tra il 51 e il 110 ed infine l'Apocalisse di Giovanni attorno all'anno 95.
Flavio Giuseppe fu uno studioso, storico e agiografo nato verso il 37 a Gerusalemme; registrò la storia degli ebrei riservando una particolare attenzione e rilievo al I secolo e alla Prima guerra giudaica (svoltasi dal 66 al 70), incluso l'assedio romano di Masada. Le opere più importanti attribuitegli sono la Guerra giudaica (75 circa), le Antichità giudaiche (94 circa) e il Contro Apione.
Il primo di questi testi racconta con dovizia di particolari delle rivolta ebraica contro l'occupazione romana; il secondo la storia del mondo partendo da una prospettiva ebraica rivolgendosi ad un pubblico apparentemente romano. Tali opere forniscono preziose informazioni sul giudaismo del I secolo e sullo sfondo delle origini del cristianesimo.

### Vecchio Yishuv
In seguito all'espulsione degli ebrei dalla Spagna e dal Regno del Portogallo cattolici molti esuli si stabilirono nell'impero ottomano - compresa la Palestina - contribuendo notevolmente alla cultura della comunità ebraica, specialmente negli ambiti più propriamente letterari, poetici, filosofici e della mistica.

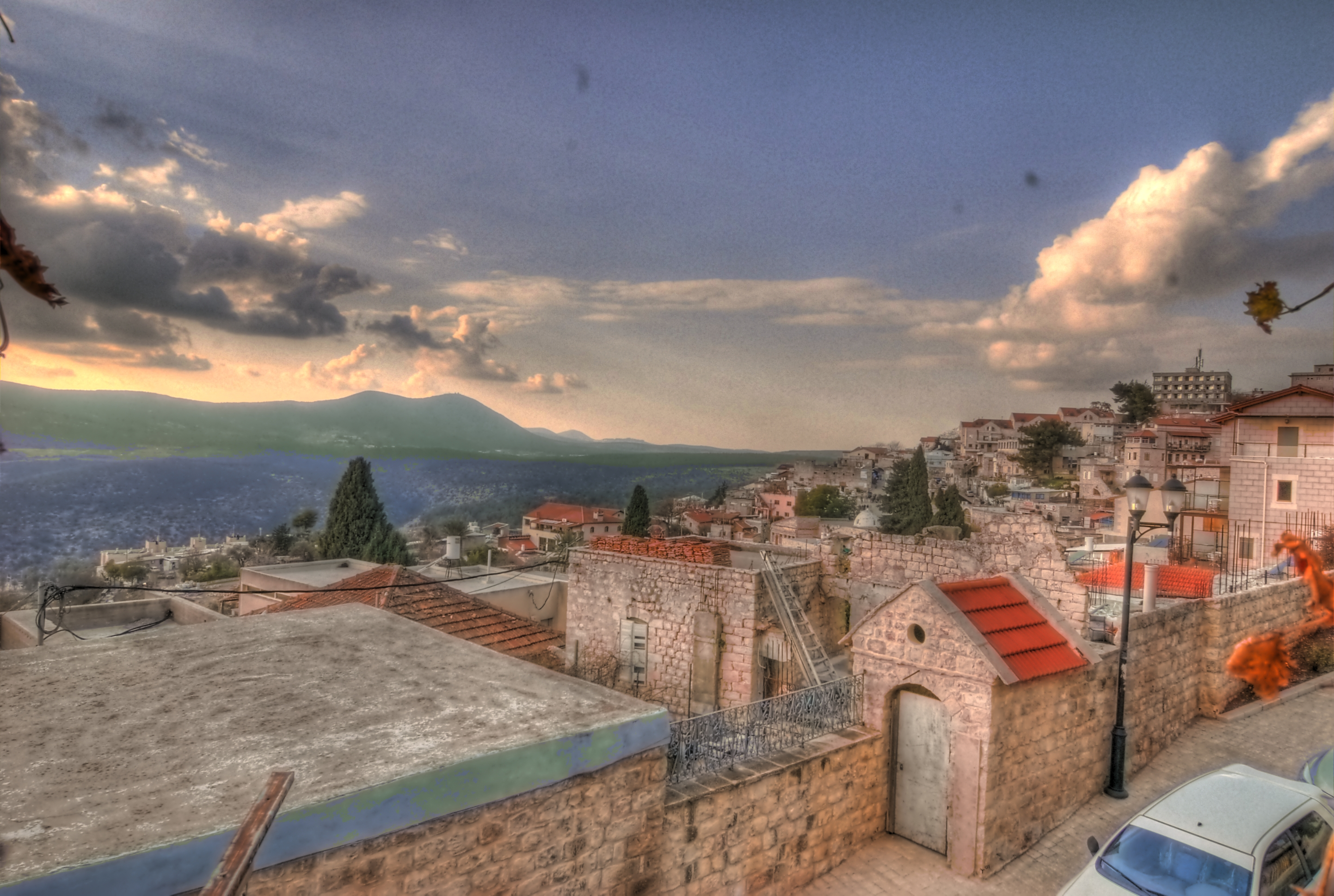
Veduta della città vecchia dell'odierna Safad, il maggiore centro di attività mistica ebraica nel XVI secolo.

La città di Safed costituì il centro di un'attività spirituale e mistica diffusa. Joseph ben Ephraim Karo, un autore e kabbalista, vi si stabilì nel 1563 e qui scrisse Shulchan Arukh, il più ampiamente consultato dei vari codici legali dell'ebraismo. Shlomo Halevi Alkabetz, un kabbalista e poeta, vi giunse nel 1535 dove compose il poema ebraico Lekhah Dodi.
Isaac ben Solomon Luria (1534-1572), nato a Gerusalemme, fu il primo rabbino e mistico ebreo della comunità cittadina. È ancora ai giorni nostri considerato il padre della Kabbalah contemporanea, i suoi insegnamenti vengono indicati come Cabala lurianica. Ad opera dei suoi discepoli si ebbe la compilazione scritta di essa. Ogni sua abitudine venne scrutata e molti saranno accettati, anche contro le pratiche precedenti.
Intorno al 1550 Moses Cordovero fondò un'accademia di Kabbalah a Safed. Tra i suoi discepoli vi furono molti dei luminari del centro urbano, incluso Rabbi Eliyahu de Vidas, autore di Reshit Chochmah ("Inizio della saggezza") e Rabbi Hayim Vital, che in seguito divenne il registratore ufficiale e divulgatore degli insegnamenti del rabbino Isaac Luria.
Altri cabalisti nella terra di Israele a quel tempo saranno Isaiah Horowitz, Mosè Luzzatto, Abraham Azulai, Chaim ibn Attar, Shalom Sharabi, Chaim Joseph David Azulai ed infine anche Abraham Gershon di Kitov.

### Moderno Israele
Le prime opere di letteratura ebraica in Israele sono state scritte da autori immigrati radicati nel mondo e nelle tradizioni dell'ebraismo europeo. Yosef Haim Brenner (1881-1921) e Shmuel Yosef Agnon (1888-1970) sono considerati da molti i padri della moderna letteratura ebraica.
Brenner, combattuto tra speranza e disperazione, ha lottato con la realtà dell'impresa sionista nella Terra di Israele. Agnon, contemporaneo di Brenner, ha fuso la sua conoscenza dell'eredità ebraica con l'influenza della letteratura europea del XIX e degli inizi del XX secolo. Ha prodotto finzione che si occupava della disintegrazione dei modi di vita tradizionali, della perdita della fede e della successiva perdita di identità. Nel 1966, Agnon fu co-destinatario del Premio Nobel per la letteratura.
Gli scrittori nativi che hanno iniziato a pubblicare i loro lavori nel corso degli anni 1940 e 1950, spesso chiamati "la generazione della guerra di indipendenza israeliana", hanno portato una mentalità e una cultura "sabra" (pre-1948) nella loro scrittura.
S. Yizhar, Moshe Shamir, Hanoch Bartov e Benjamin Tammuz vacillarono tra l'individualismo e l'impegno verso la società civile e lo Stato di nuova formazione. Nei primi anni 1960 Abraham Yehoshua, Amos Oz e Yaakov Shabtai si staccarono dalle ideologie predominanti per concentrarsi invece sul mondo della quotidianità individuale, sperimentando forme narrative e stili di scrittura come il realismo psicologico, l'allegoria e il simbolismo.
A partire dagli anni 1980 e dai primi anni 1990 la letteratura israeliana è stata ampiamente tradotta e diversi suoi scrittori hanno ricevuto svariati riconoscimenti internazionali.
| Haim Nachman Bialik (1873–1934) | Saul Cernichovskij (1875-1943) | Shmuel Yosef Agnon (1888-1970) | Rachel Bluwstein (1890-1931) | Lea Goldberg (1911-1970) | Abraham Yehoshua (1936–) | Amos Oz (1939–) | David Grossman (1954–) |
| ------------------------------- | ------------------------------ | ------------------------------ | ---------------------------- | ------------------------ | ------------------------ | --------------- | ---------------------- |
|                                 |                                |                                |                              |                          |                          |                 |                        |

## Scienza e tecnologia

### Moderno Israele
Gli scienziati israeliani hanno contribuito con molte invenzioni e scoperte in un'ampia varietà di campi:
- Joram Lindenstrauss (il "lemma di Johnson-Lindenstrauss" della matematica);
- Adolf Abraham Halevi Fraenkel (la teoria degli insiemi di Zermelo-Fraenkel);
- Shimshon Amitsur (il "teorema di Amitsur-Levitzki");
- Saharon Shelah (il "lemma di Sauer-Shelah");
- Elon Lindenstrauss (la teoria ergodica);
- Nathan Rosen (il ponte di Einstein-Rosen);
- Yuval Ne'eman (la previsione sull'esistenza dei Quark);
- Yakir Aharonov e David Bohm (l'effetto Aharonov-Bohm della meccanica quantistica);
- Jacob Bekenstein (la formulazione dell'entropia del buco nero);
- Dan Shechtman (la scoperta del quasicristallo);
- Avram Hershko e Aaron Ciechanover (la scoperta del ruolo della proteina Ubiquitina nella medicina);
- Arieh Warshel e Michael Levitt (lo sviluppo di modelli multiscala per sistemi chimici complessi);
- Ariel Rubinstein (il "modello di contrattazione Rubinstein" in economia);
- Moussa B.H. Youdim (la Rasagilina nella neuro-farmacologia);
- Robert Aumann (la Teoria dei giochi);
- Michael Rabin (l'automa a stati finiti non deterministico);
- Amir Pnueli (la logica temporale);
- Judea Pearl (intelligenza artificiale);
- Shafi Goldwasser (l'algoritmo Blum-Goldwasser);
- Asher Peres (l'informatica quantistica nel campo della fisica);
- Adi Shamir (l'RSA, la crittanalisi differenziale e lo "Shamir's Secret Sharing" nella crittografia);
- Jacob Ziv e Abraham Lempel (il Lempel-Ziv-Welch nel campo dell'informatica).

Tra le invenzioni maggiormente degne di nota si possono includere il ReWalk, la "Given Imaging" nella tecnologia sanitaria, la "notazione del movimento Eshkol-Wachman", la "Taliglucerase alfa" nel campo del farmaco biologico, l'unità flash-Chiave USB nel campo della memoria di massa, il CPU Intel 8088, la tastiera laser, il "TDMoIP" nel campo delle telecomunicazioni della rete di computer, il "Mobileye" nel campo dell'automobilistica telecomandata, il Waze, Wix.com, Gett, Viber nel campo della messaggistica istantanea, l'IMI Uzi, la Cupola di Ferro, l'Arrow (missile), il "Super -iron battery", l'epilatore elettrico.
| Abraham Fraenkel | Michael Rabin | Robert Aumann | Daniel Kahneman | Dan Shechtman | Ada Yonath |
| ---------------- | ------------- | ------------- | --------------- | ------------- | ---------- |
|                  |               |               |                 |               |            |

## Arti

### Musica
| Daniel Barenboim | Yehoram Gaon | Aviv Geffen | Shiri Maimon | Orphaned Land | Noa |
| ---------------- | ------------ | ----------- | ------------ | ------------- | --- |
|                  |              |             |              |               |     |

### Cinema
| Ephraim Kishon | Amos Gitai | Assi Dayan | Eytan Fox |
| -------------- | ---------- | ---------- | --------- |
|                |            |            |           |

## Patrimonio museale
Con oltre 200 musei statali, Israele ha il più alto numero di patrimonio museale pro capite al mondo, con milioni di visitatori ogni anno.
L'Israel Museum di Gerusalemme possiede uno speciale padiglione che mostra i manoscritti del Mar Morto e una vasta collezione di arte religiosa ebraica, arte israeliana, sculture e dipinti degli antichi maestri. I giornali appaiono in dozzine di lingue e ogni città e pubblicano una newsletter locale.

## Cucina

### Moderno Israele

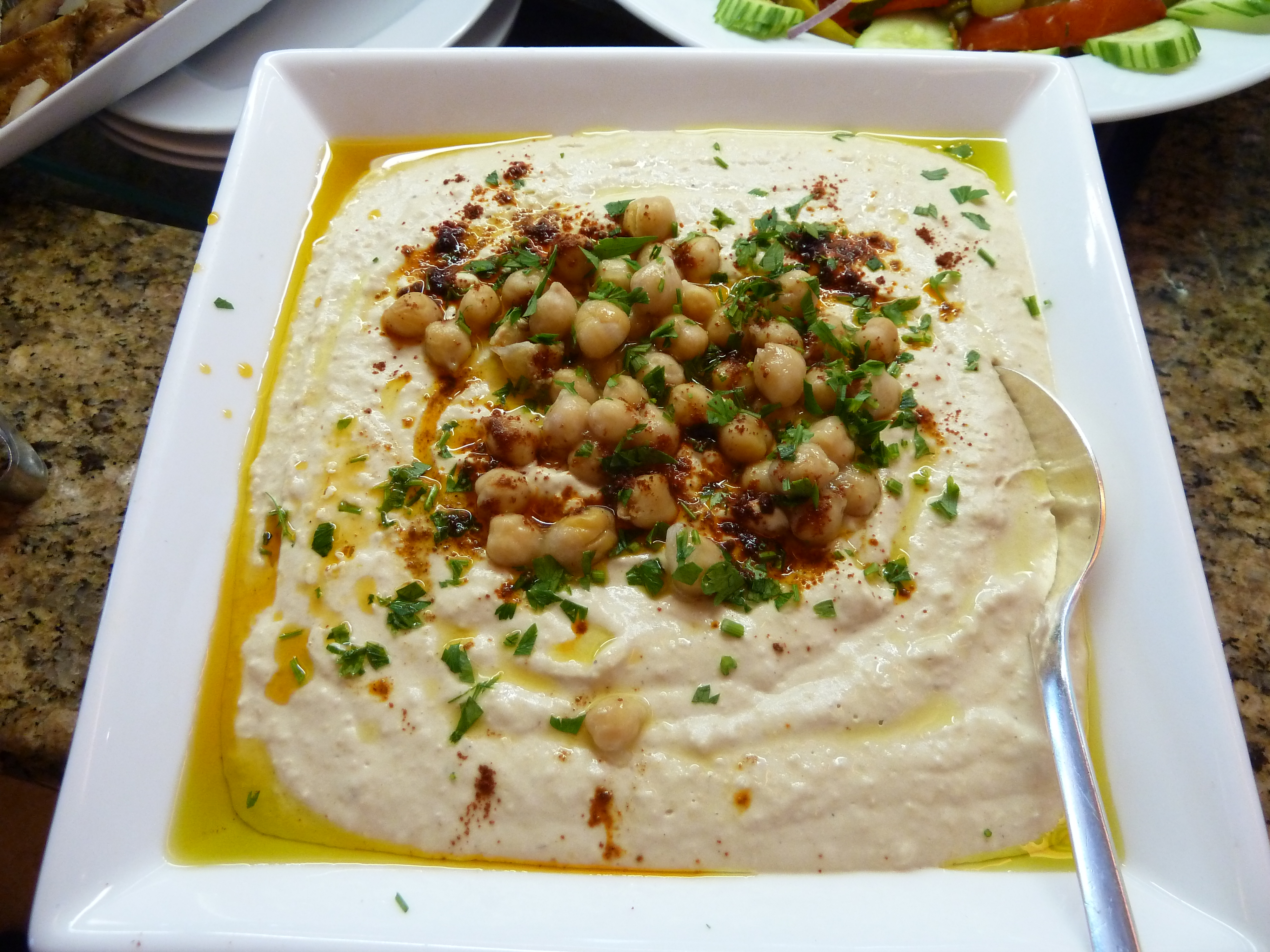
Hummus
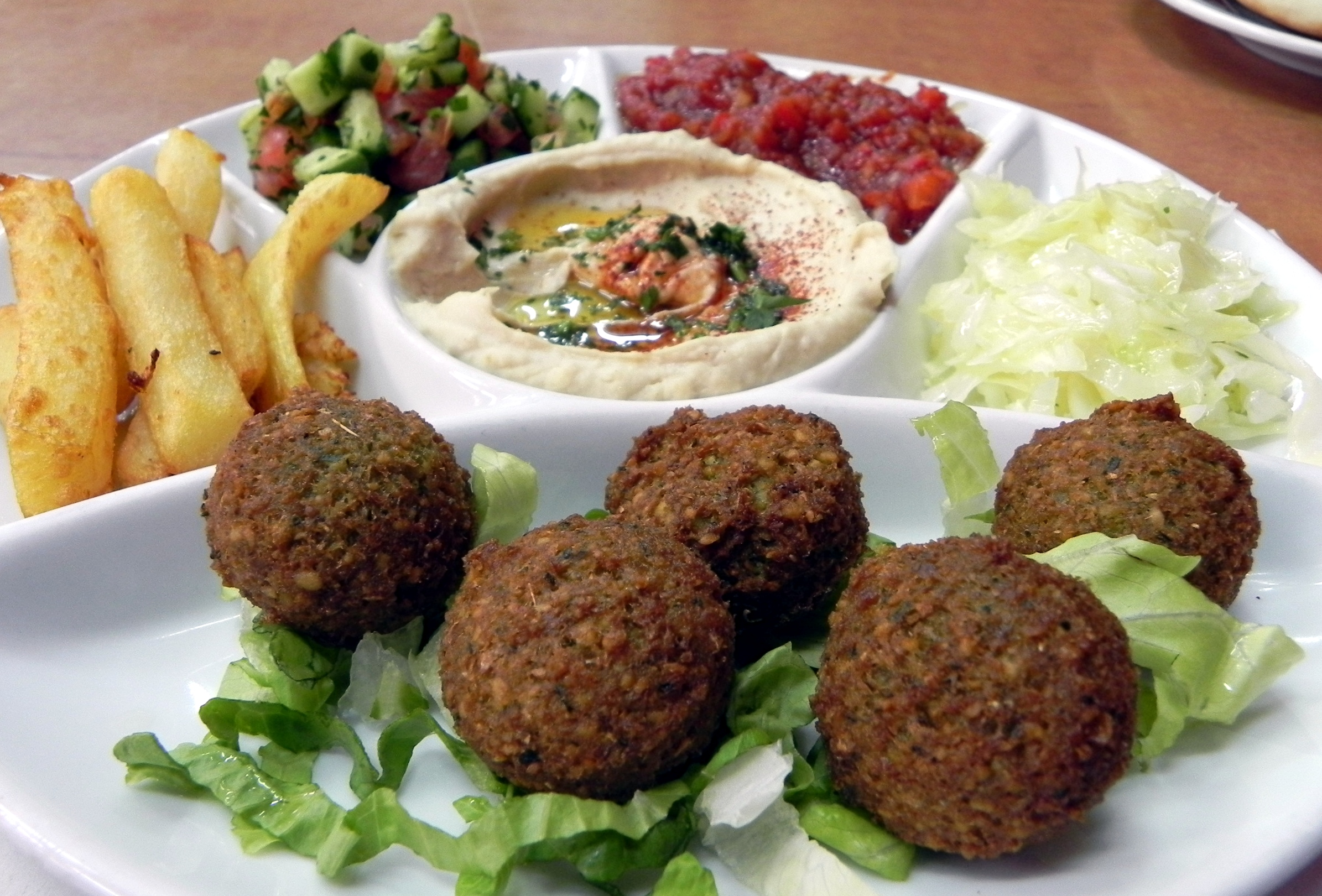
Falafel
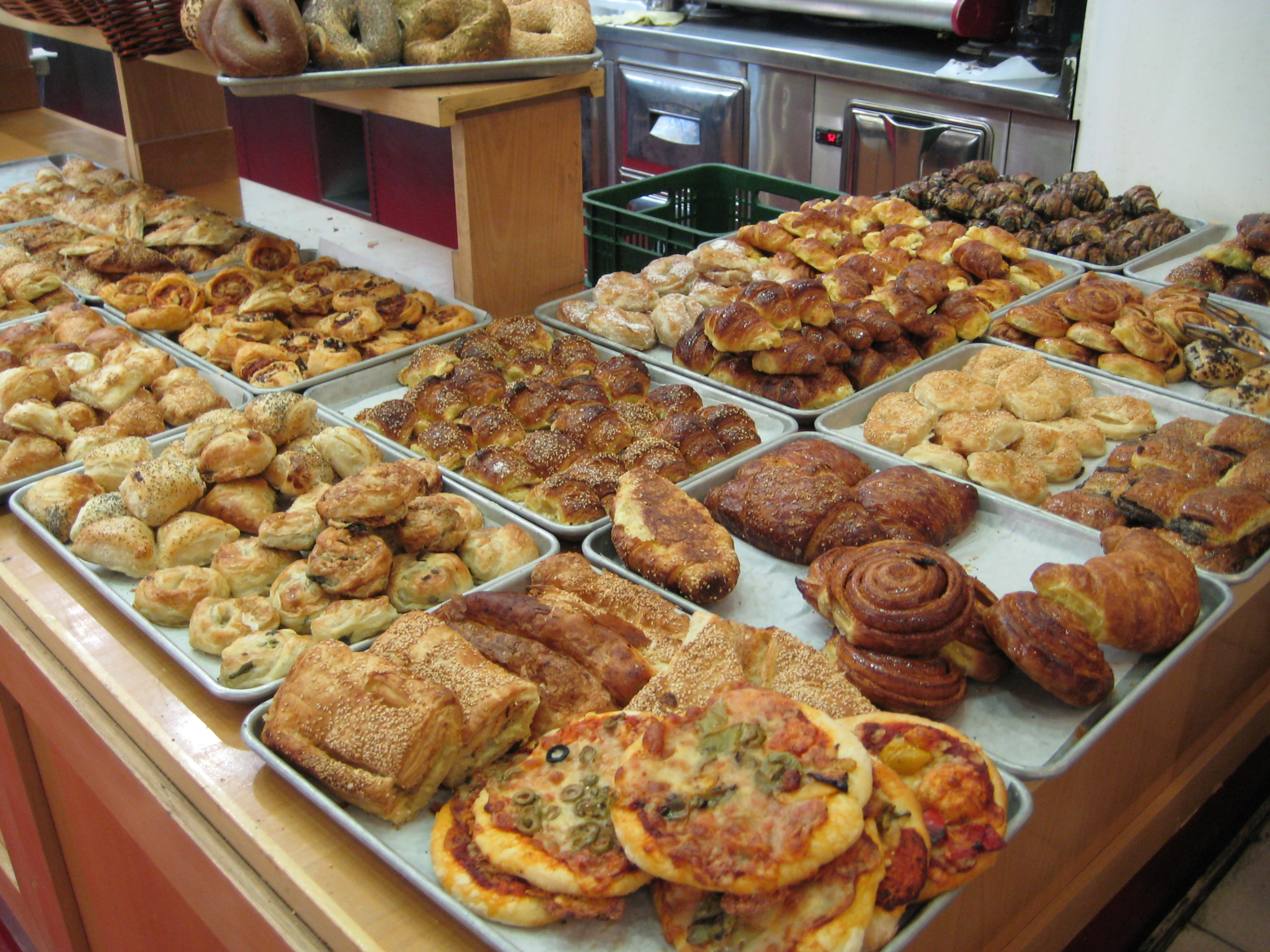
Pasticcini a Gerusalemme
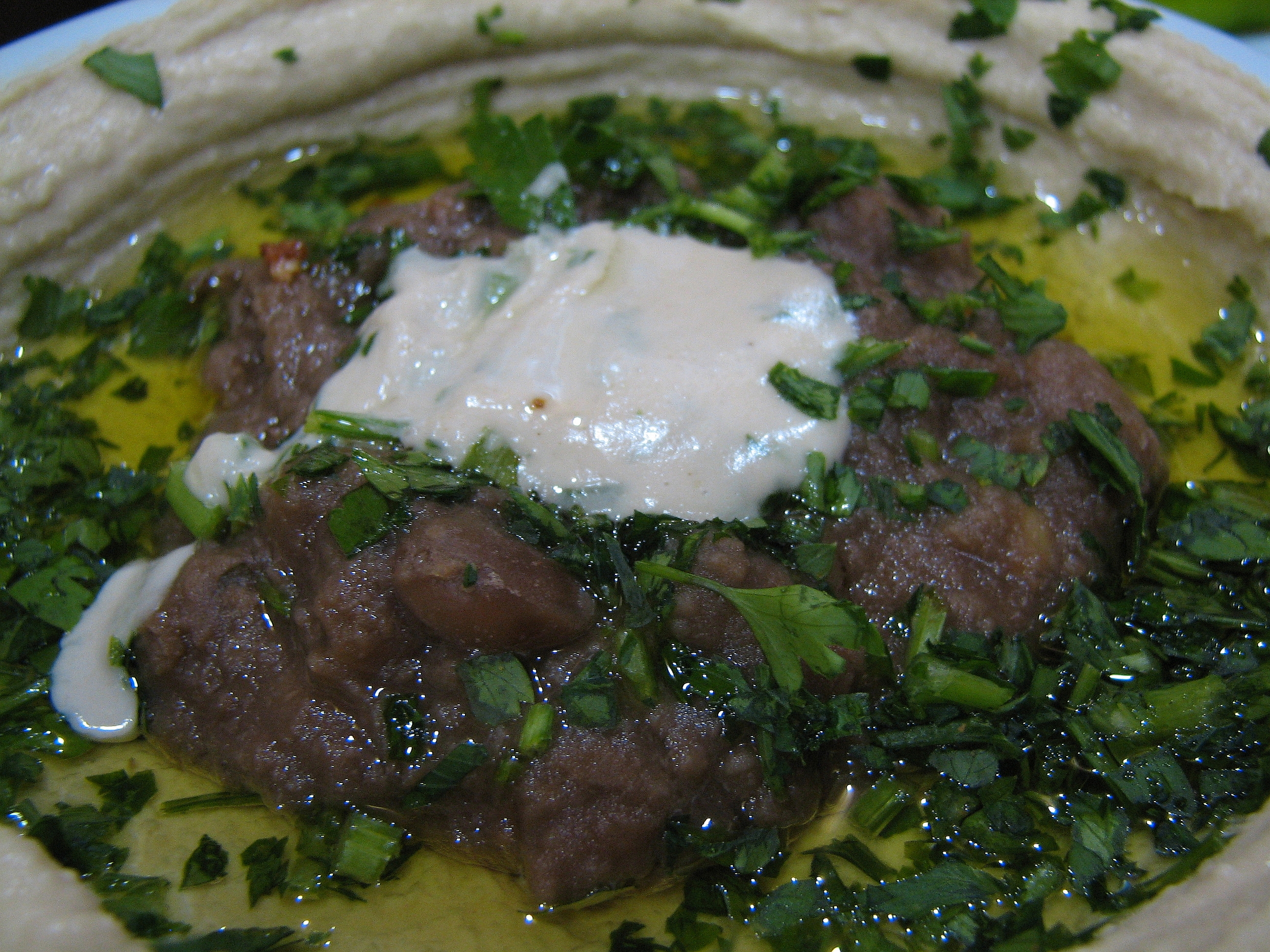
Hummus, Vicia faba e Tahina
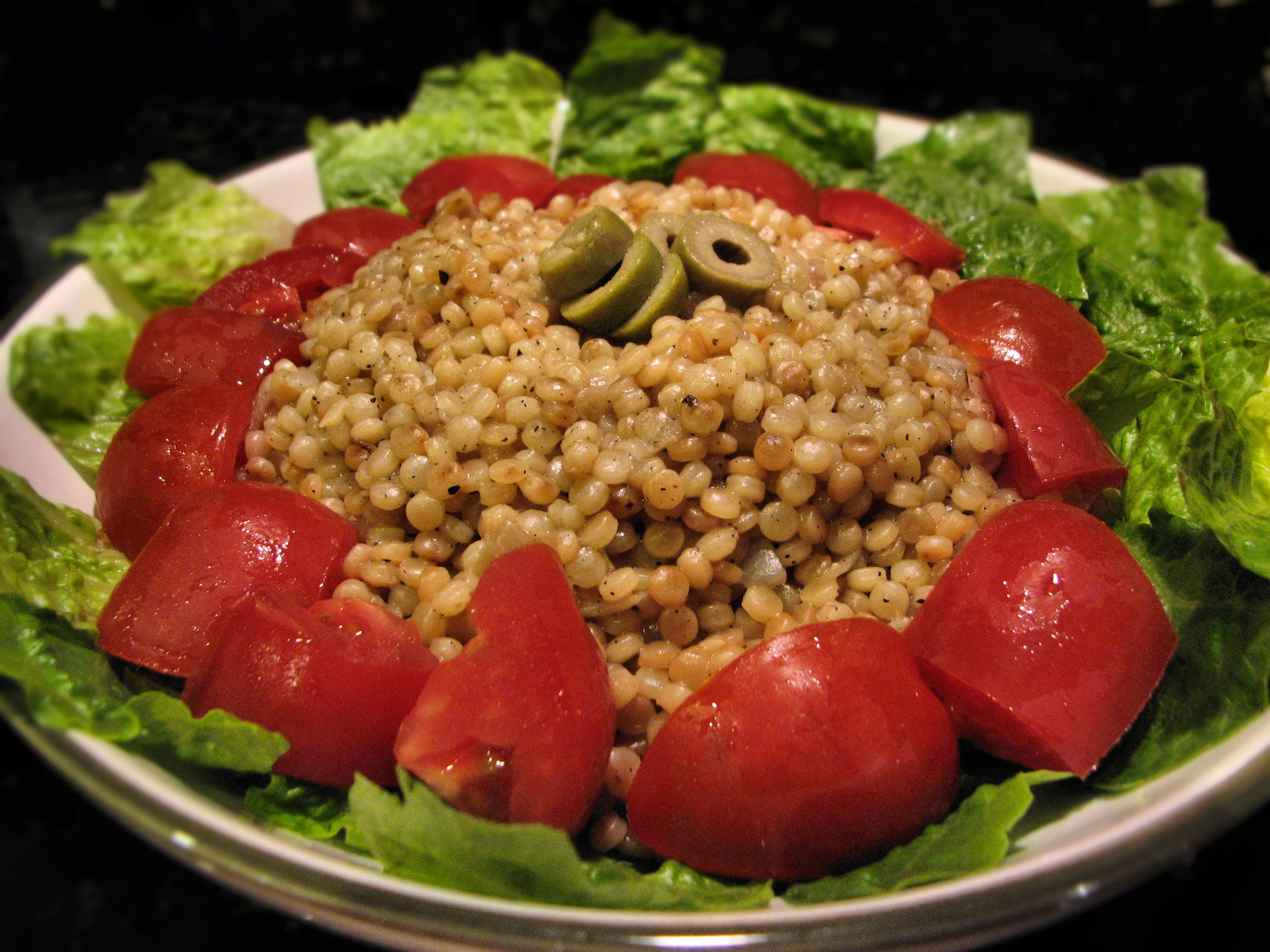
Ptitim
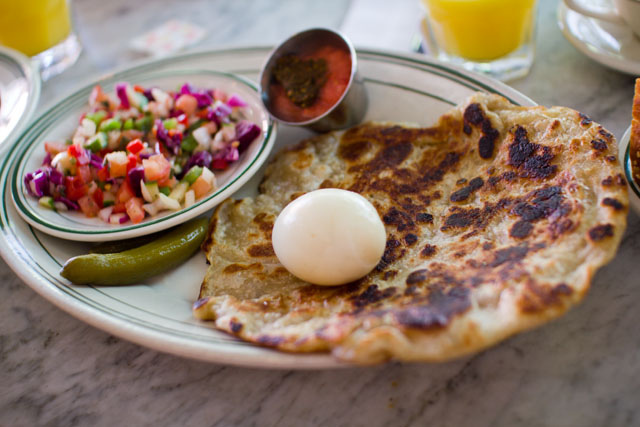
Malawach
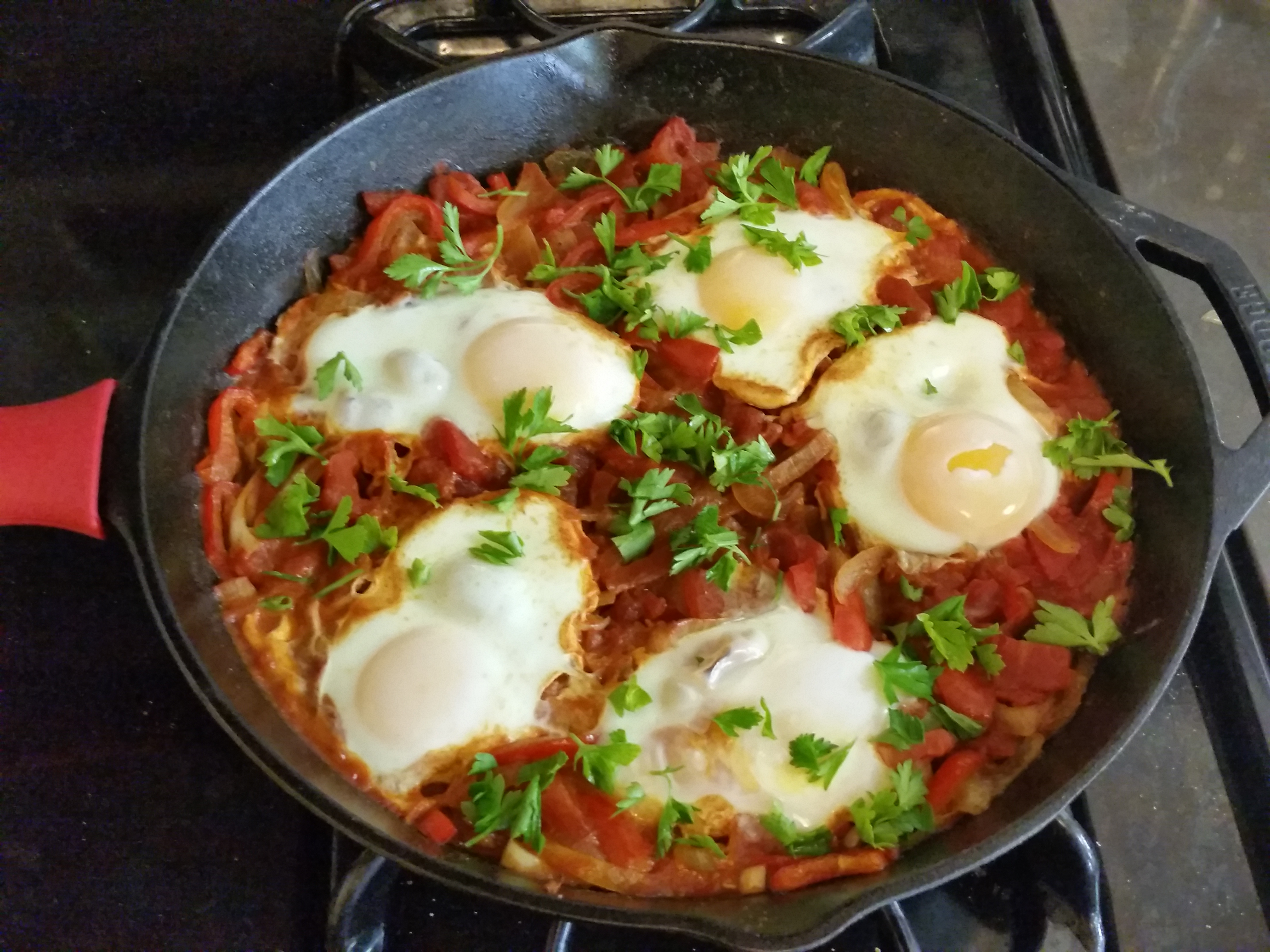
Shakshuka
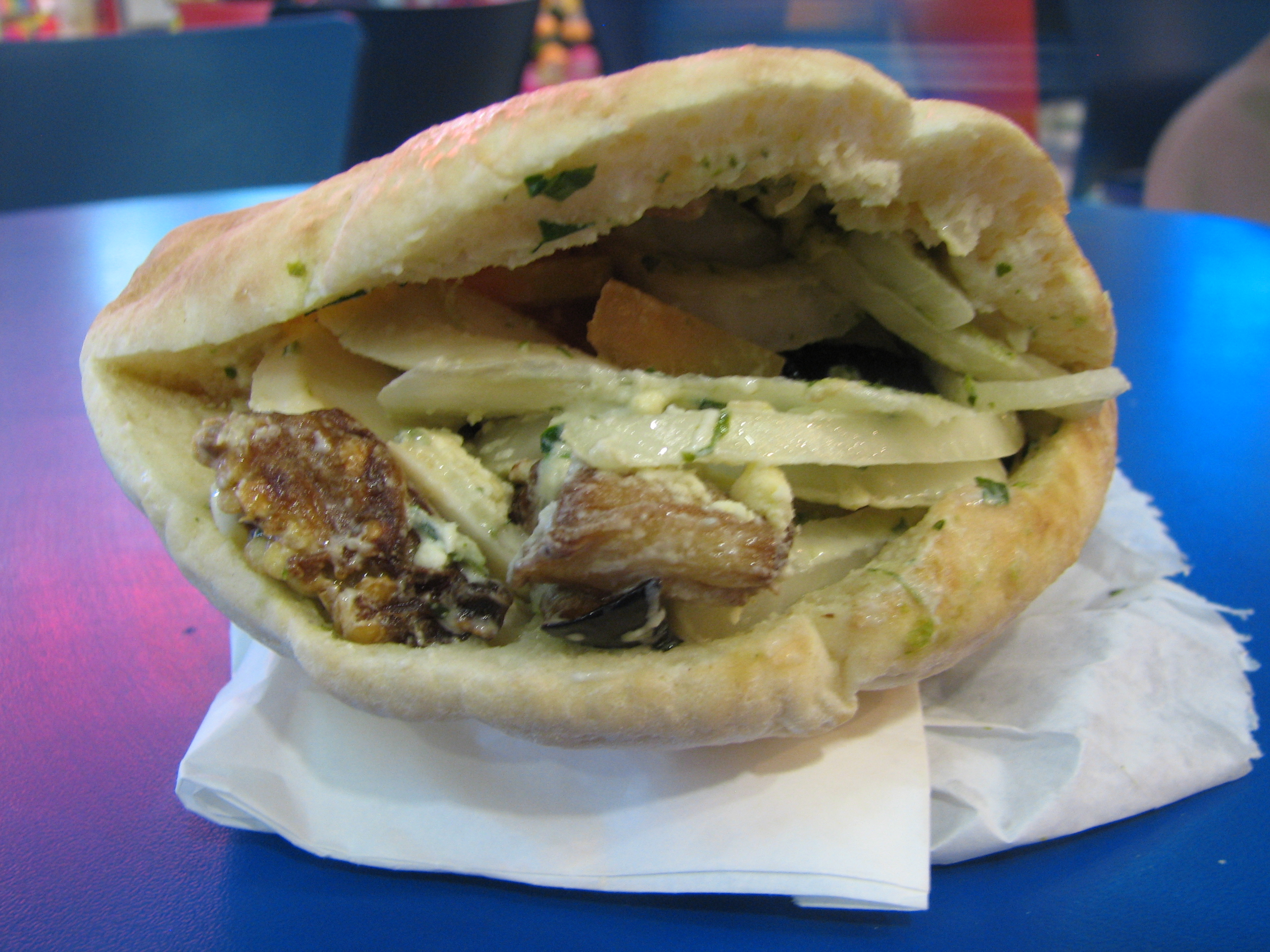
Sabich
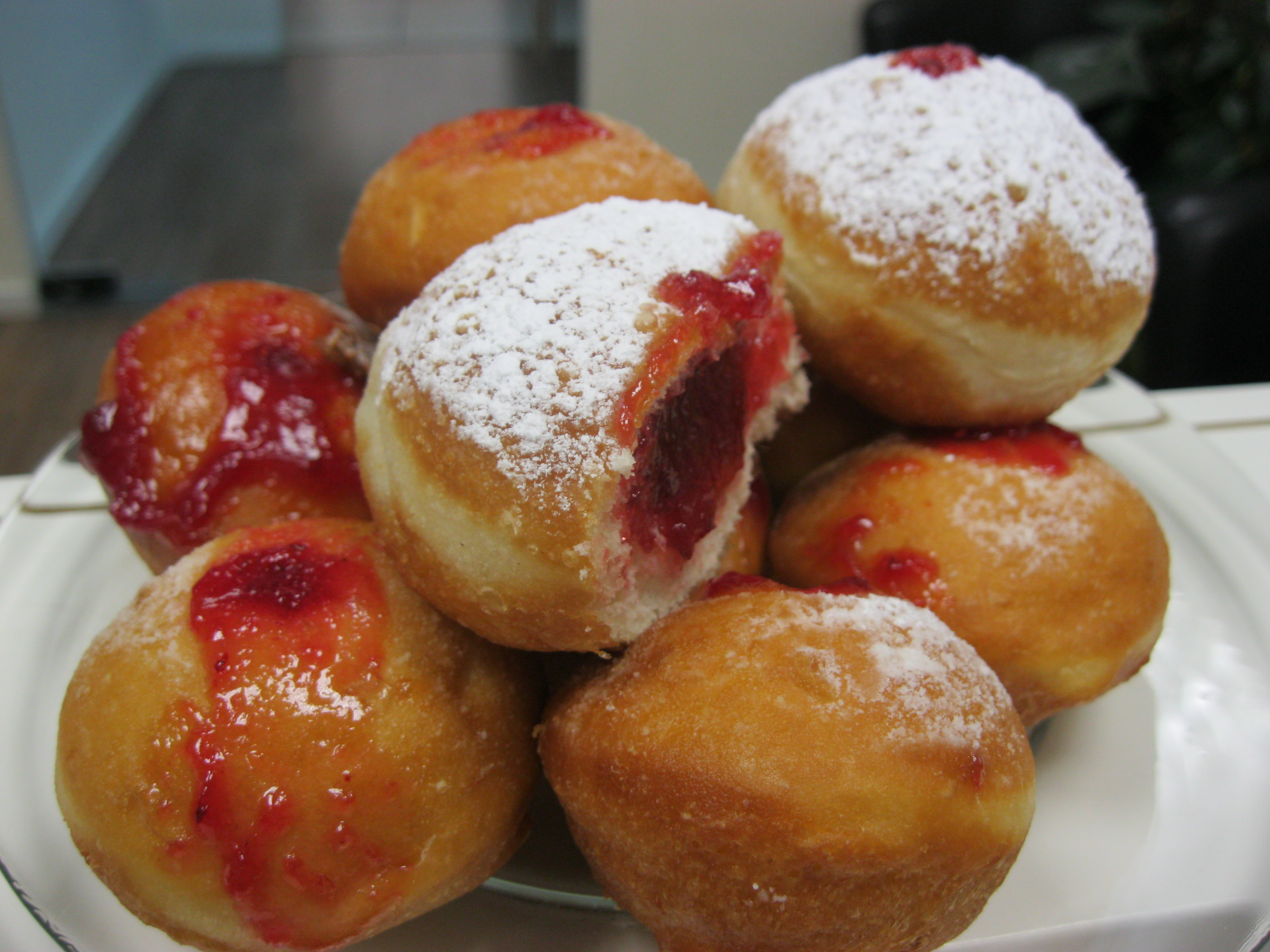
Sufganiyot
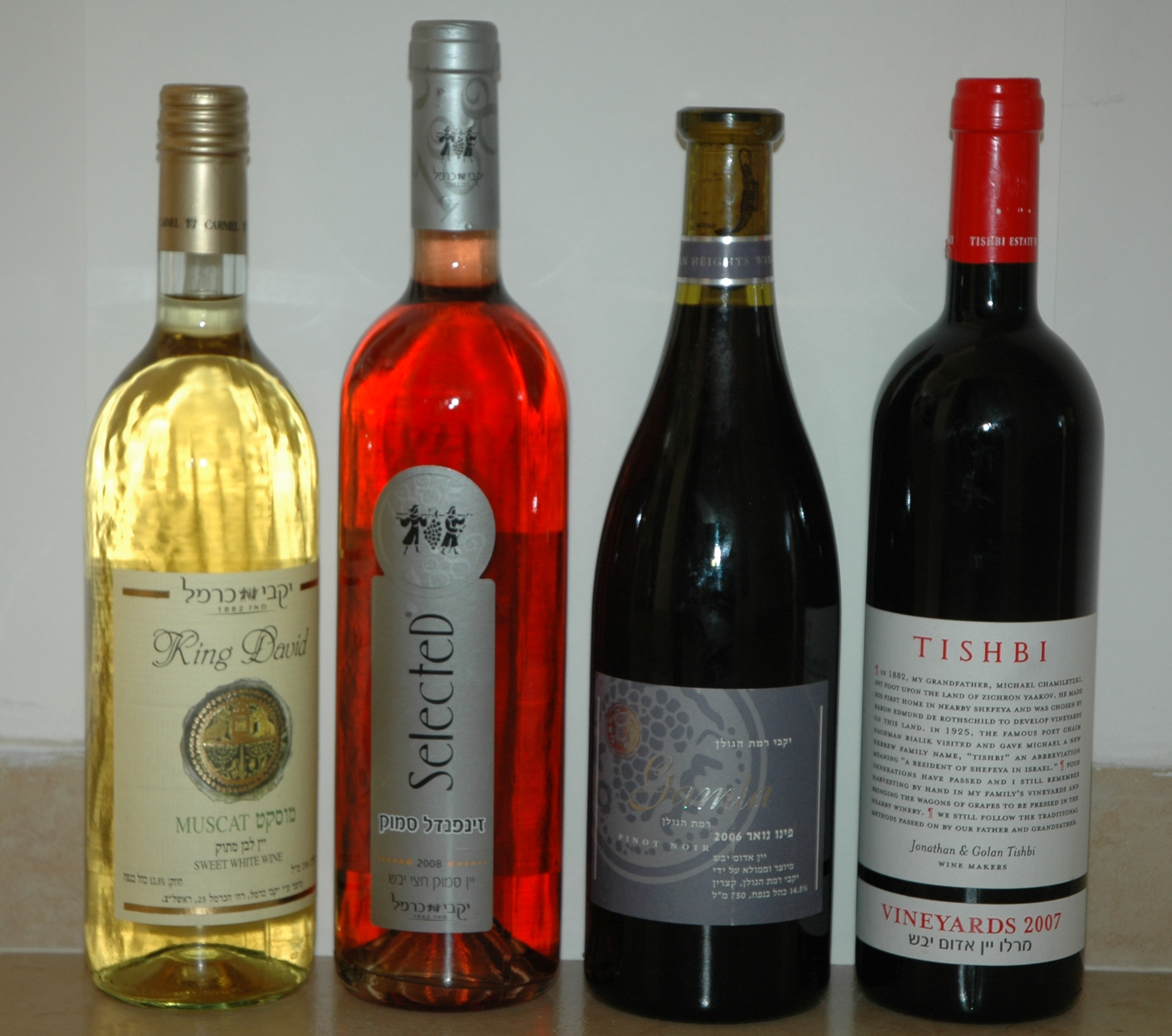
Vini israeliani
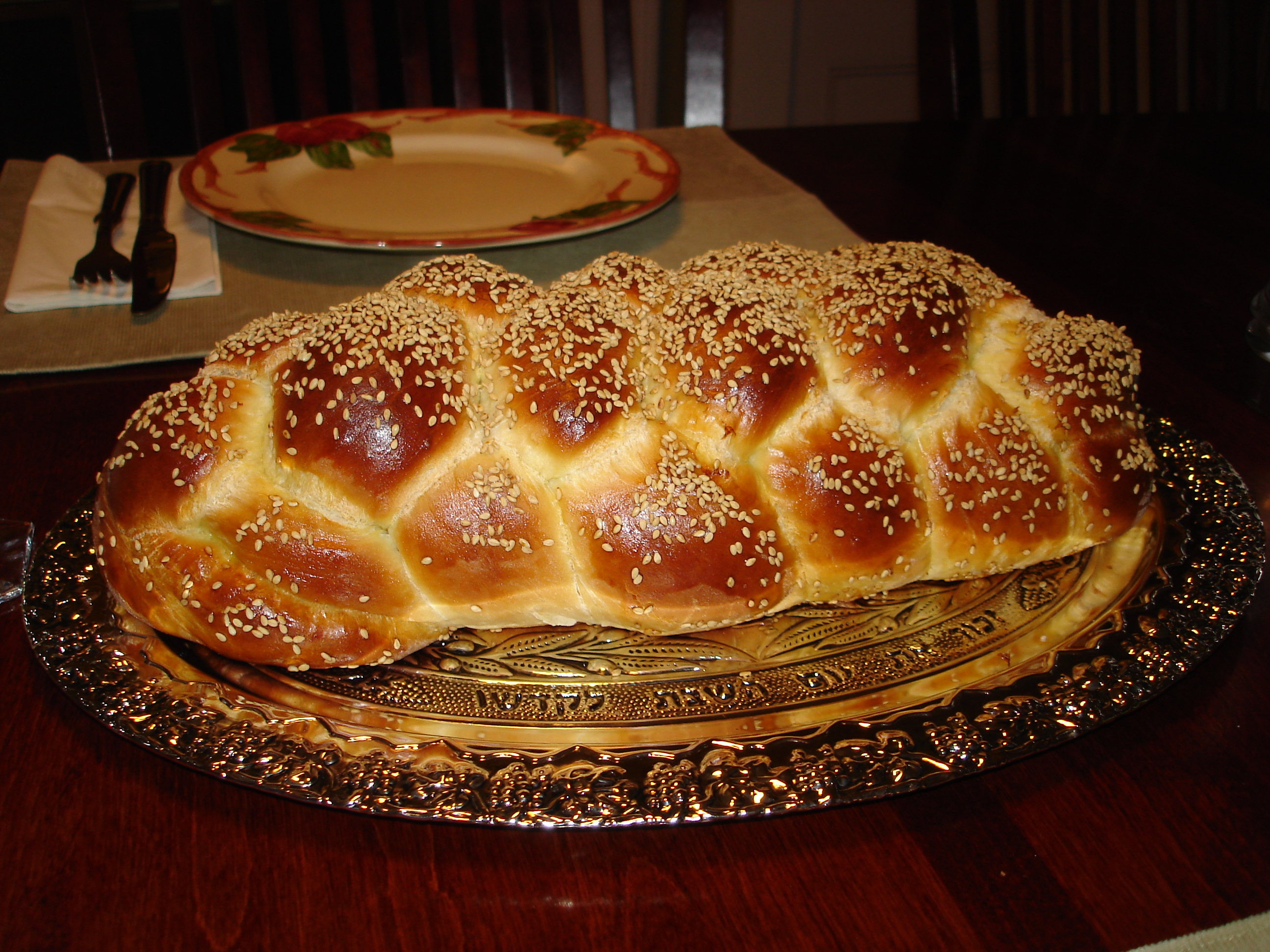
Challah
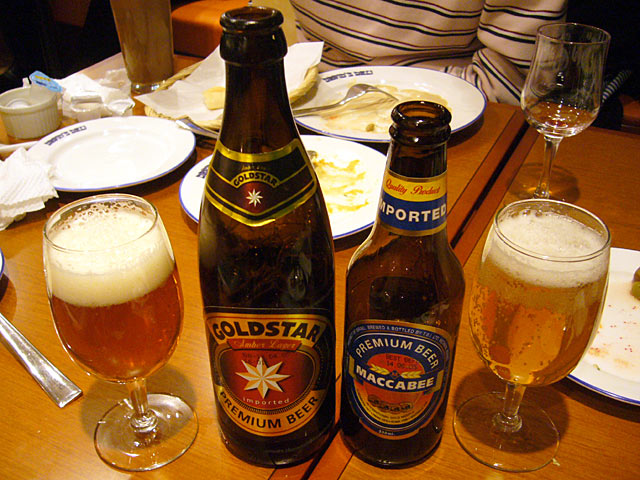
birra israeliana (Goldstar (birra) e Tempo Beer Industries)
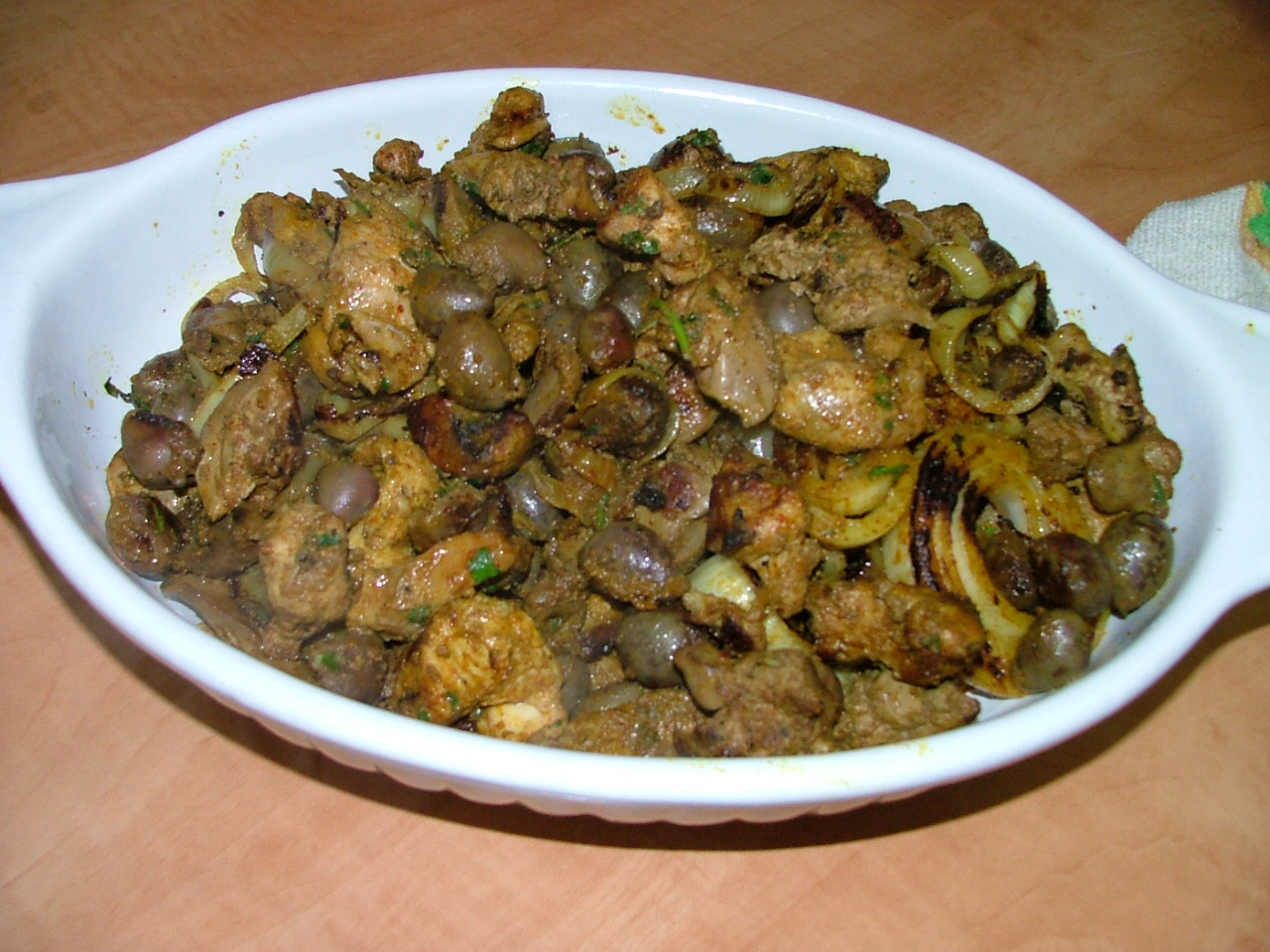
Meurav Yerushalmi
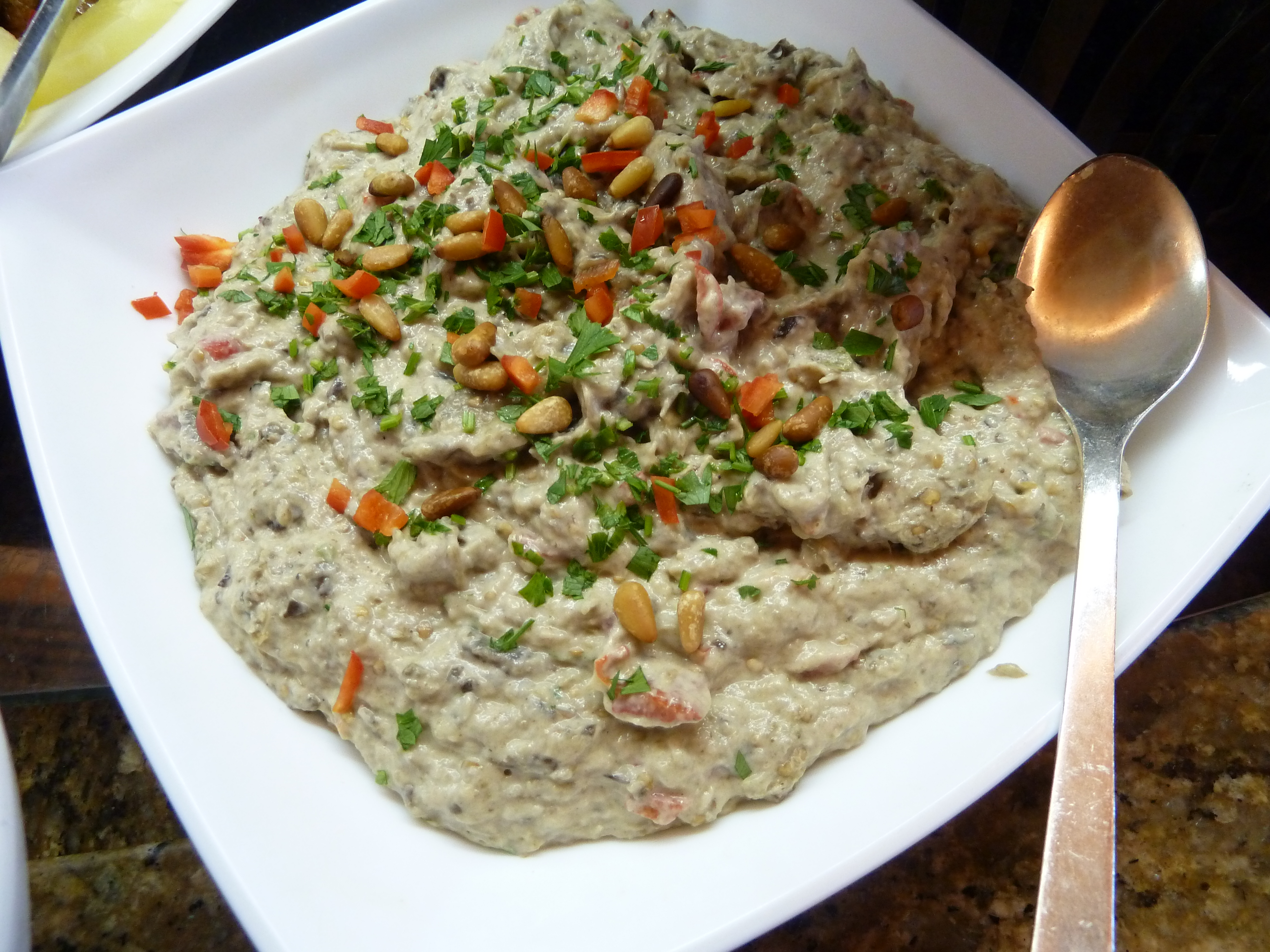
Israeli eggplant salad

## Moda
Israele è diventato un centro internazionale di moda e design.
Tel Aviv è stata definita la "next hot destination" per quanto riguarda la moda. I designer israeliani, come la società di costumi da bagno Gottex, mostrano le loro collezioni nelle principali sfilate, tra cui quella che si svolge al Bryant Park di New York.
Nel 2011 Tel Aviv ha ospitato la sua prima "Fashion Week" dal 1980, con lo stilista italiano Roberto Cavalli in qualità di ospite d'onore.

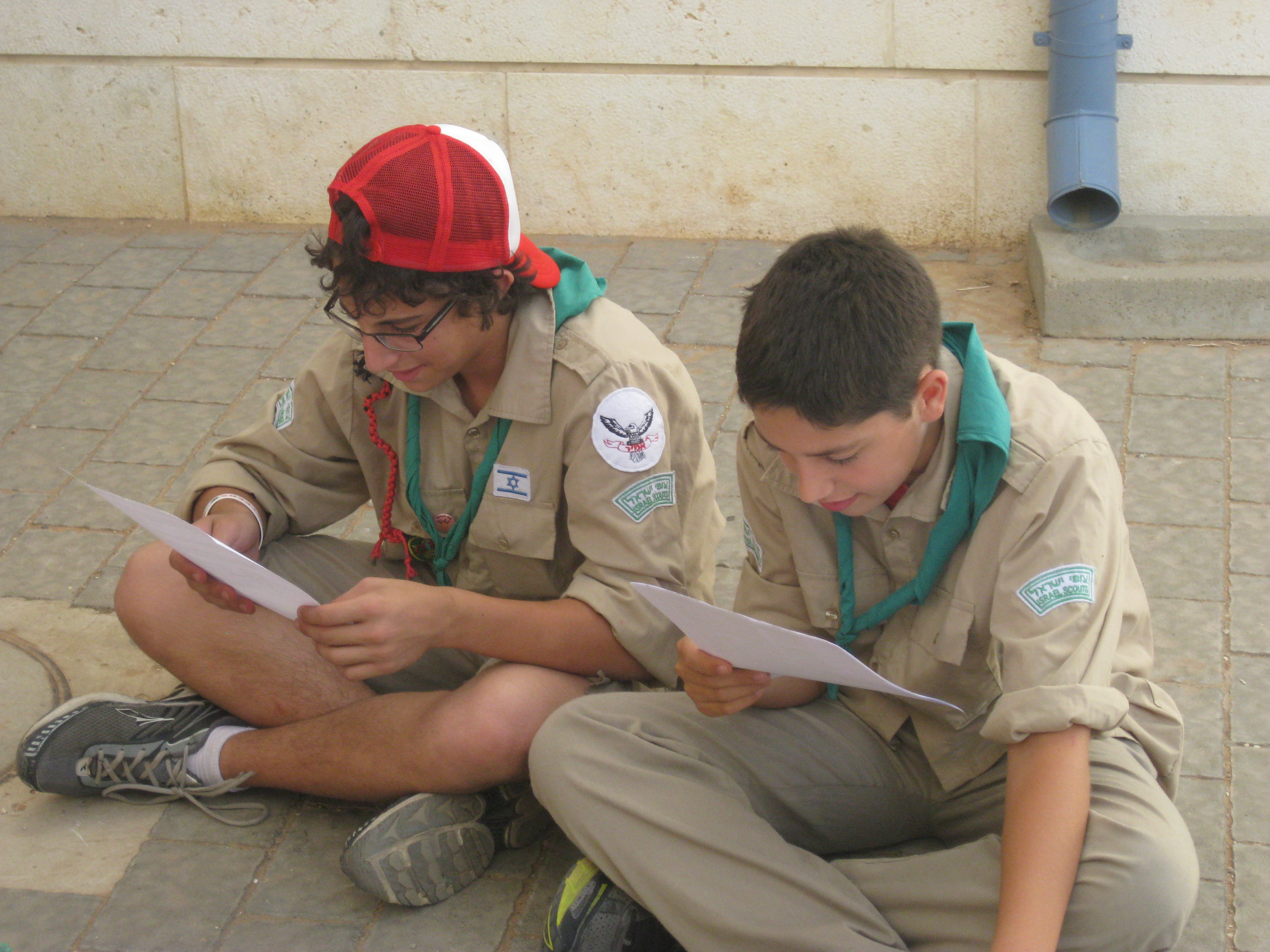
Due membri dell'Israel Boy and Girl Scouts Federation (Tzofim).

## Movimenti giovanili
I movimenti giovanili furono una caratteristica importante di Israele fin dai suoi primi giorni di vita. Negli anni 1950 questi erano suddivisi per lo più in tre gruppi: giovani sionisti che promuovevano ideali sociali e l'importanza dell'insediamento agricolo e comunitario (il Kibbutz del Sionismo), giovani lavoratori che promuovono obiettivi educativi e avanzamento professionale ed infine gruppi ricreativi con una forte enfasi data alle attività sportive e ricreative.

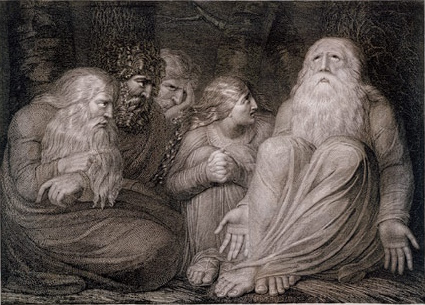
Illustrazione del Libro di Giobbe di William Blake (1793).

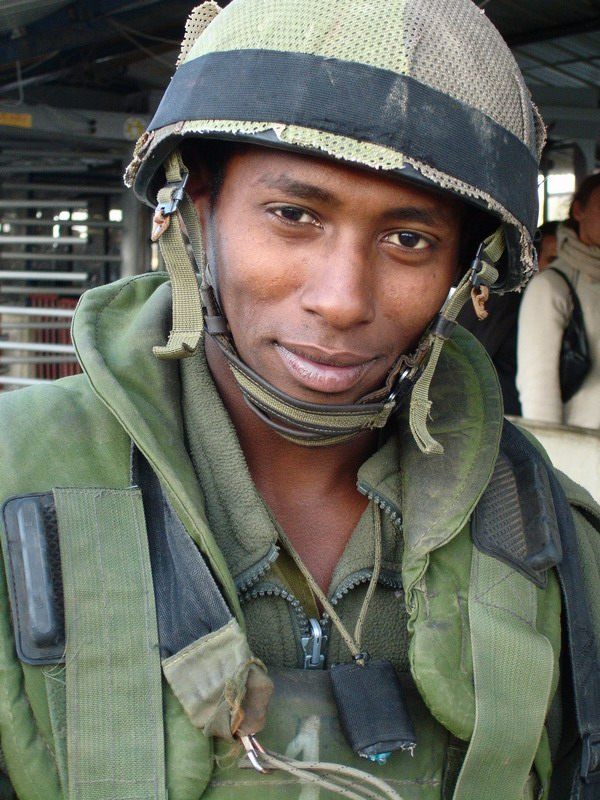
Un militare israeliano Falascia.